# Thiếu tướng Quân đội nhân dân Việt Nam thế kỷ XXI
- Danh sách các Thiếu tướng được thụ phong trong Thế kỷ XXI

(Xếp theo thứ tự: Thập niên - năm và ABC):

## Thụ phong thập niên 2000
(Xếp theo thứ tự: Năm và ABC):

### Thụ phong năm 2000
(Xếp theo thứ tự ABC):
| TT | Họ tên            | Năm sinh-Năm mất | Năm thụ phong | Chức vụ khi thụ phong                                                               | Ghi chú                     |
| -- | ----------------- | ---------------- | ------------- | ----------------------------------------------------------------------------------- | --------------------------- |
| 1  | Nguyễn Kim Khanh  | 1946-            | 2000          | Phó Tư lệnh Bộ đội Biên phòng (2000-2008)                                           |                             |
| 2  | Đặng Vũ Liêm      | 1942-            | 2000          | Phó Tư lệnh về Chính trị Bộ đội Biên phòng (1998-2005)                              | Huân chương Độc lập hạng Ba |
| 3  | Trần Thanh Phương |                  | 2000          | Tư lệnh Binh chủng Đặc công (1996-2005) Phó Chánh Thanh tra Bộ Quốc phòng           |                             |
| 4  | Lê Ngọc Sanh      | 1944-            | 2000          | Phó Giám đốc về chính trị Học viện Lục quân (1999-2005)                             |                             |
| 5  | Lê Đức Tụ         | 1944-            | 2000          | Chánh án Tòa án Quân sự Trung ương (1995-2006) Phó Chánh án Tòa án nhân dân tối cao |                             |

### Thụ phong năm 2001
| TT | Họ tên          | Năm sinh-Năm mất | Năm thụ phong | Chức vụ khi thụ phong                       | Ghi chú |
| -- | --------------- | ---------------- | ------------- | ------------------------------------------- | ------- |
| 1  | Nghiêm Sỹ Chúng | 1945-            | 2001          | Phó Chủ nhiệm Tổng cục Kỹ thuật (2000-2005) |         |

### Thụ phong năm 2002
| TT | Họ tên            | Năm sinh-Năm mất | Năm thụ phong | Chức vụ khi thụ phong                                                                   | Ghi chú              |
| -- | ----------------- | ---------------- | ------------- | --------------------------------------------------------------------------------------- | -------------------- |
| 1  | Đinh Văn Bồng     | 1946-            | 2002          | Giám đốc Học viện Phòng không - Không quân (1999-2007)                                  |                      |
| 2  | Nguyễn Văn Nghinh | 1950-            | 2002          | Phó Tư lệnh Quân khu Thủ đô (2000-2008)                                                 |                      |
| 3  | Phan Khuê Tảo     | 1949-            | 2002          | Tư lệnh Quân đoàn 1 (2002-2004) Phó Tư lệnh Quân chủng Hải quân (2004-2010)             | Chuẩn Đô đốc         |
| 4  | Bùi Minh Thứ      | 1947             | 2002          | Phó Tư lệnh - Tham mưu trưởng Quân khu Thủ đô (2001-2007)                               |                      |
| 5  | Phùng Truyền      | 1944-            | 2002          | Phó tư lệnh Chính trị Binh chủng Đặc công (1998-2004)                                   |                      |
| 6  | Nguyễn Bá Tòng    | 1944-            | 2002          | Phó Tư lệnh Binh đoàn 12 Phó Tổng giám đốc Tổng công ty Xây dựng Trường Sơn (1999-2007) | Anh hùng LLVT (1973) |

### Thụ phong năm 2003
| TT | Họ tên           | Năm sinh-Năm mất | Năm thụ phong | Chức vụ khi thụ phong                                | Ghi chú                                 |
| -- | ---------------- | ---------------- | ------------- | ---------------------------------------------------- | --------------------------------------- |
| 1  | Võ Minh Cẩm      | 1948-            | 2003          | Phó chủ nhiệm Tổng cục Kỹ thuật (2000-2007)          | nghỉ hưu từ ngày 1/7/2008               |
| 2  | Nguyễn Đức Côn   | 1945-            | 2003          | Chính ủy Học viện Phòng không Không quân (1999-2005) |                                         |
| 3  | Bế Quốc Hùng     | 1949-            | 2003          | Phó chủ nhiệm Tổng cục kỹ thuật (2004-2008)          | Dân tộc Tày Chuẩn đô đốc                |
| 4  | Đinh Danh Nghiêm | 1947-            | 2003          | Phó Chủ nhiệm Tổng cục Kỹ thuật                      |                                         |
| 5  | Bùi Đăng Phiệt   | 1948-            | 2003          | Phó Tư lệnh Quân chủng Phòng không-Không quân        |                                         |
| 6  | Nguyễn Đức Quý   | 1947-            | 2003          | Phó giám đốc Học viện Lục quân                       | Giáo sư (2002) Nhà giáo Nhân dân (2002) |
| 7  | Lê Xuân Tấu      | 1944-            | 2003          | Tư lệnh Binh chủng Tăng - Thiết giáp (2002-2005)     | Anh hùng LLVT (1972)                    |

### Thụ phong năm 2004
| TT | Họ tên           | Năm sinh-Năm mất | Năm thụ phong | Chức vụ khi thụ phong                                        | Ghi chú                                                |
| -- | ---------------- | ---------------- | ------------- | ------------------------------------------------------------ | ------------------------------------------------------ |
| 1  | Đinh Dương       |                  | 2004          | Phó Tư lệnh Quân khu 5                                       |                                                        |
| 2  | Đinh Hồng Đe     | 1947-            | 2004          | Phó Tư lệnh Bộ đội Biên phòng                                | Dân tộc Giả Triêng                                     |
| 3  | Nguyễn Mạnh Hải  | 1948-            | 2004          | Phó Tư lệnh Quân chủng PKKQ (2004-2008)                      |                                                        |
| 4  | Trần Minh Hùng   | 1950-            | 2004          | Phó tư lệnh Quân khu 5                                       |                                                        |
| 5  | Hồ Trọng Lâm     |                  | 2004          | Phó Tư lệnh Bộ đội Biên phòng                                |                                                        |
| 6  | Mai Ngọc Linh    |                  | 2004          | Chính ủy Binh chủng Công binh (2002-2007)                    |                                                        |
| 7  | Bùi Thế Lực      |                  | 2004          | Phó Tư lệnh Quân khu 3                                       |                                                        |
| 8  | Hoàng Văn Lượng  | 1949-?           | 2004          | Phó Tư lệnh Quân khu 3                                       | đã mất                                                 |
| 9  | Đào Hữu Nghĩa    | 1948-            | 2004          | Tư lệnh Bộ Tư lệnh bảo vệ Lăng Chủ tịch Hồ Chí Minh          |                                                        |
| 10 | Nguyễn Xuân Sang | 1951-            | 2004          | Tổng Giám đốc (Tư lệnh) Tổng Công ty 15 (1998-2012)          | Anh hùng lao động (2004) Anh hùng LLVT nhân dân (2010) |
| 11 | Lâm Văn Thàn     |                  | 2004          | Phó Chủ nhiệm Tổng cục Công nghiệp quốc phòng                |                                                        |
| 12 | Lê Hoài Thanh    |                  | 2004          | Phó Chủ nhiệm Tổng cục 2                                     |                                                        |
| 13 | Phạm Hồng Thuận  | 1953-            | 2004          | Giám đốc Học viện Hải quân (2000-2012)                       | Giáo sư, Tiến sĩ Chuẩn đô đốc                          |
| 14 | Trần Công Thức   | 1948-            | 2004          | Phó Tư lệnh Quân khu 5 (2002-2009)                           |                                                        |
| 15 | Đào Tuấn         | 1946-            | 2004          | Phó Giám đốc Trung tâm Khoa học - Kỹ thuật Công nghệ quân sự | Phó giáo sư – Tiến sĩ                                  |

### Thụ phong năm 2005
| TT | Họ tên            | Năm sinh-Năm mất | Năm thụ phong | Chức vụ khi thụ phong                            | Ghi chú              |
| -- | ----------------- | ---------------- | ------------- | ------------------------------------------------ | -------------------- |
| 1  | Nguyễn Ngọc Dương |                  | 2005          | Cục trưởng Cục Khoa học, Công nghệ và Môi trường | Phó giáo sư, Tiến sĩ |
| 2  | Nguyễn Văn Lưỡng  | 1949-            | 2005          | Phó Tư lệnh Quân khu 9 (2005-2009)               |                      |

### Thụ phong năm 2006[19]
| TT | Họ tên            | Năm sinh-Năm mất | Năm thụ phong | Chức vụ khi thụ phong                                                               | Ghi chú                                               |
| -- | ----------------- | ---------------- | ------------- | ----------------------------------------------------------------------------------- | ----------------------------------------------------- |
| 1  | Lê Văn Bảy        | 1948-            | 2006          | Chính ủy Học viện Lục quân (2005-2010)                                              |                                                       |
| 2  | Nguyễn Văn Châu   |                  | 2006          | Chính ủy Binh chủng Thông tin                                                       |                                                       |
| 3  | Phạm Hữu Chính    |                  | 2006          | Tư lệnh Binh chủng Đặc công (2005-2010)                                             |                                                       |
| 4  | Lê Xuân Chuyển    |                  | 2006          | Phó Cục trưởng Cục Tác chiến Bộ Tổng Tham mưu                                       |                                                       |
| 5  | Vũ Thiết Cương    |                  | 2006          | Giám đốc Học viện Khoa học Quân sự                                                  | Giáo sư, Tiến sĩ                                      |
| 6  | Lê Cường          |                  | 2006          |                                                                                     |                                                       |
| 7  | Lê Văn Đạo        |                  | 2006          | Phó Tư lệnh Quân chủng Hải quân                                                     | Chuẩn Đô đốc                                          |
| 8  | Trần Hữu Định     |                  | 2006          | Chính ủy Binh chủng Pháo binh (2005-2010)                                           |                                                       |
| 9  | Đào Xuân Định     |                  | 2006          | Phó Giám đốc Học viện Hậu cần                                                       |                                                       |
| 10 | Nguyễn Minh Đức   | 1951-            | 2006          | Cục trưởng Cục Quân khí, TCKT                                                       |                                                       |
| 11 | Nguyễn Ngọc Giao  |                  | 2006          | Phó Viện trưởng Viện chiến lược quân sự Bộ Quốc phòng                               |                                                       |
| 12 | Trần Đình Hạ      | 1949-            | 2006          |                                                                                     |                                                       |
| 13 | Nguyễn Cảnh Hiền  | 1950-            | 2006          | Phó Tư lệnh Bộ đội Biên phòng                                                       |                                                       |
| 14 | Phạm Sóng Hồng    | 1950-            | 2006          | Phó tư lệnh Bộ đội Biên phòng                                                       |                                                       |
| 15 | Vũ Quốc Hùng      |                  | 2006          | Viện phó Viện Chiến lược Quân sự Bộ Quốc phòng                                      |                                                       |
| 16 | Hoàng Kiền        | 1949-            | 2006          | Tư lệnh Binh chủng Công binh (2006-2007)                                            | Trưởng ban QLDA 47, BTTM (2007-2014)                  |
| 17 | Vũ Thanh Lâm      |                  | 2006          | Tư lệnh Binh chủng Pháo binh (2005-2009)                                            |                                                       |
| 18 | Nguyễn Xuân Long  |                  | 2006          | Chánh Văn phòng Tổng cục Chính trị                                                  |                                                       |
| 19 | Vũ Hữu Luận       |                  | 2006          | Cục trưởng cục Chính sách, Tổng cục Chính trị (2005-2011)                           | Phó chính ủy Học viện Chính trị (2011-2013)           |
| 20 | Phạm Văn Nhệch    |                  | 2006          | Phó Giám đốc Học viện Chính trị Quân sự                                             |                                                       |
| 21 | Lương Sỹ Nhung    | 1949-            | 2006          | Tổng Giám đốc (Tư lệnh) Tổng Công ty xây dựng Trường Sơn (Binh đoàn 12)             |                                                       |
| 22 | Đào Văn Quân      |                  | 2006          | Chính ủy Binh chủng Đặc công                                                        |                                                       |
| 23 | Phạm Quang Phiếu  |                  | 2006          | Cục trưởng Cục tài chính Bộ Quốc Phòng                                              |                                                       |
| 24 | Lê Văn Tấn        |                  | 2006          |                                                                                     |                                                       |
| 25 | Phạm Huy Thăng    |                  | 2006          | Chính ủy Binh chủng Hóa học                                                         |                                                       |
| 26 | Mai Đại Từ        |                  | 2006          |                                                                                     |                                                       |
| 27 | Nguyễn Văn Chỉnh  |                  | 2006          | Phó Chính ủy Quân khu 2                                                             |                                                       |
| 28 | Nguyễn Văn Chương |                  | 2006          | Phó chính ủy Quân khu 7 (2007-?)                                                    | Phó Chủ tịch Hội Cựu chiến binh thành phố Hồ Chí Minh |
| 29 | Vũ Bá Đăng        |                  | 2006          | Tư lệnh Binh chủng Tăng - Thiết giáp (2005-2010)                                    |                                                       |
| 30 | Lê Công Đoàn      |                  | 2006          | Ủy viên thường trực Ủy ban Kiểm tra Đảng ủy Quân sự Trung ương                      | Nghỉ hưu từ 1/1/2008                                  |
| 31 | Cầm Xuân Ế        | 1949-            | 2006          | Phó tư lệnh Quân khu 2                                                              | Dân tộc Thái                                          |
| 32 | Bùi Huy Hoàng     | 1949             | 2006          | Viện phó Viện Kỹ thuật Quân sự Phó Giám đốc Trung tâm Khoa học và Công nghệ Quân sự |                                                       |
| 33 | Nguyễn Văn Học    |                  | 2006          | Phó tư lệnh Quân khu 4                                                              | Nghỉ hưu từ ngày 01/04/2013                           |
| 34 | Đặng Ngọc Hùng    |                  | 2006          | Phó Giám đốc Học viện Quân y kiêm Giám đốc Bệnh viện Quân y 103                     |                                                       |
| 35 | Phạm Ngọc Hùng.   | 1948             | 2006          | Cục trưởng Cục Huấn luyện và Đào tạo - Học viện Quốc phòng (Việt Nam)               |                                                       |
| 36 | Nguyễn Như Khánh  |                  |               | Tư lệnh Binh chủng Thông tin (2006)                                                 |                                                       |
| 37 | Vũ Đức Mối        |                  | 2006          | Phó giám đốc Học viện Quân y                                                        |                                                       |
| 38 | Nguyễn Doãn Não   |                  | 2006          | Tư lệnh Binh đoàn 16                                                                |                                                       |
| 39 | Phạm Ngọc Nguyên  | 1949             | 2006          | Phó Tư lệnh Quân chủng Phòng không Không quân (2005)                                |                                                       |
| 40 | Đỗ Ngọc Phụ       | 1948             | 2006          | Phó Chính ủy Quân chủng Phòng không-Không quân (2006)                               |                                                       |
| 41 | Lê Bách Quang     |                  | 2006          | Phó giám đốc Học viên Quân y                                                        | Tiến sĩ y khoa                                        |
| 42 | Nguyễn Văn Quyết  |                  | 2006          | Trưởng khoa Công tác Đảng Công tác Chính trị - Học viện Quốc phòng                  |                                                       |
| 43 | Lê Xuân Thu       |                  | 2006          | Ủy viên thường trực Ủy ban Kiểm tra Đảng ủy Quân sự Trung ương                      | Nghỉ hưu từ 1/7/2008                                  |
| 44 | Bùi Thanh Sơn     |                  | 2006          | Trưởng khoa Chiến lược, Học viện Quốc phòng                                         |                                                       |
| 45 | Hoàng Trọng Tình  | 1949             | 2006          | Phó chính ủy Quân khu 4 (2006)                                                      |                                                       |
| 46 | Bùi Quang Vinh    | 1951             | 2006          | Cục trưởng Cục Kế hoạch và Đầu tư, Bộ Quốc phòng (2005)                             |                                                       |

### Thụ phong năm 2007
| TT | Họ tên             | Năm sinh-Năm mất | Năm thụ phong | Chức vụ khi thụ phong                                    | Ghi chú                                                            |
| -- | ------------------ | ---------------- | ------------- | -------------------------------------------------------- | ------------------------------------------------------------------ |
| 1  | Nguyễn Văn Bính    |                  | 2007          | Chính ủy Bệnh viện trung ương quân đội 175               |                                                                    |
| 2  | Nguyễn Văn Chương  |                  | 2007          | Cục trưởng Cục Phòng không Lục quân, Quân chủng PKKQ     |                                                                    |
| 3  | Đinh Thế Hòa       |                  | 2007          | Phó Chính ủy Quân khu 1                                  |                                                                    |
| 4  | Hoàng Văn Hoặc     | 1951-            | 2007          | Phó giám đốc Học viện Quân y                             |                                                                    |
| 5  | Bạch Nhật Hồng     |                  | 2007          | Phó Giám đốc Trung tâm Khoa học và Công nghệ Quân sự     |                                                                    |
| 6  | Đinh Trọng Kháng   | 1949-            | 2007          | Chính ủy Học viện Phòng không-Không quân                 |                                                                    |
| 7  | Trịnh Đăng Khoa    |                  | 2007          | Chính ủy Học viện Hải quân                               | Chuẩn Đô đốc                                                       |
| 8  | Bùi Công Nghĩa     |                  | 2007          | Cục trưởng Cục Bản đồ - Bộ Tổng Tham mưu                 |                                                                    |
| 9  | Phan Hải Quân      |                  | 2007          | Viện trưởng Viện 70, Tổng cục 2                          |                                                                    |
| 10 | Trần Tây           |                  | 2007          | Chính ủy Học viện Khoa học Quân sự, Tổng cục 2           |                                                                    |
| 11 | Phạm Ngọc Trung    |                  | 2007          | Phó Viện trưởng Viện Chiến lược Quân sự                  |                                                                    |
| 12 | Trương Thành Trung |                  | 2007          | Phó Giám đốc Học viện Chính trị                          |                                                                    |
| 13 | Nguyễn Quang Bắc   | 1952-            | 2007          | Phó Chủ nhiệm Tổng cục Kỹ thuật                          |                                                                    |
| 14 | Lê Hải Bình        |                  | 2007          | Phó Tư lệnh kiêm Tham mưu trưởng Quân khu Thủ đô         |                                                                    |
| 15 | Vũ Hiệp Bình       | 1953-2013        | 2007          | Phó Chính ủy Bộ đội Biên phòng (2008-2013)               | Nhạc sĩ                                                            |
| 16 | Rơ Ô Cheo          | 1952-            | 2007          | Phó Tư lệnh Quân khu 5                                   | Dân tộc Gia Rai Anh hùng LLVT                                      |
| 17 | Lê Anh Chiến       | 1952-            | 2007          | Phó Chính ủy Học viện Quốc phòng (2007-2012)             | Phó giáo sư Nhà giáo ưu tú (2000)                                  |
| 18 | Hà Văn Cuông       | đã mất           | 2007          | Phó Giám đốc Học viện Lục quân                           |                                                                    |
| 19 | Nguyễn Mạnh Đạt    |                  | 2007          | Tổng giám đốc Tổng công ty Đông Bắc                      |                                                                    |
| 20 | Nguyễn Hồng Giang  |                  | 2007          | Chính ủy Bệnh viện trung ương quân đội 108               | Phó giáo sư, Tiến sĩ y khoa Nữ quân nhân thứ 2 thụ phong hàm tướng |
| 21 | Trịnh Hoàng Lâm    |                  | 2007          | Chỉ huy trưởng Bộ Chỉ huy quân sự tỉnh Đắc Nông          |                                                                    |
| 22 | Lê Mã Lương        | 1950-            | 2007          | Giám đốc Bảo tàng Lịch sử quân sự Việt Nam               | Anh hùng LLVT (1971)                                               |
| 23 | Lê Văn Phích       | 1949-2010        | 2007          | Chủ nhiệm Kỹ thuật Quân khu 9                            |                                                                    |
| 24 | Nguyễn Xuân Sương  |                  | 2007          | Phó Chính ủy Học viện Lục quân                           |                                                                    |
| 25 | Nguyễn An Thuyên   | 1949-2015        | 2007          | Hiệu trưởng Trường Đại học Văn hóa - Nghệ thuật Quân đội | Nhạc sĩ                                                            |
| 26 | Trần Xuân Tịnh     |                  | 2007          | Giám đốc Học viện Biên phòng                             |                                                                    |
| 27 | Trần Nam Xuân      |                  | 2007          | Giám đốc Học viện Phòng không - Không quân               |                                                                    |

### Thụ phong năm 2008[46]
| TT | Họ tên             | Năm sinh-Năm mất | Năm thụ phong | Chức vụ khi thụ phong                                                                          | Ghi chú                                          |
| -- | ------------------ | ---------------- | ------------- | ---------------------------------------------------------------------------------------------- | ------------------------------------------------ |
| 1  | Đỗ Viết Cường      |                  | 2008          | Phó Tham mưu trưởng Quân chủng Hải quân.                                                       | Chuẩn Đô đốc Anh hùng LLVT                       |
| 2  | Nguyễn Đình Bảng   |                  | 2008          | Phó chánh Thanh tra Bộ Quốc phòng                                                              |                                                  |
| 3  | Võ Duy Chín        |                  | 2008          | Chính ủy Bộ chỉ huy Quân sự tỉnh Đắc Lắc                                                       | Phó Chủ nhiệm Chính trị Quân khu 5               |
| 4  | Nguyễn Thành Công  |                  | 2008          | Chủ nhiệm Chính trị, Học viện Quốc phòng                                                       |                                                  |
| 5  | Trần Đình Dũng     |                  | 2008          | Phó Tư lệnh kiêm Tham mưu trưởng Bộ đội Biên phòng                                             |                                                  |
| 6  | Trần Thanh Hải     |                  | 2008          | Phó Chính ủy Tổng cục Hậu cần (2009-2013)                                                      | Anh hùng LLVT                                    |
| 7  | Lê Trung Hiếu      |                  | 2008          | Chỉ huy trưởng Bộ chỉ huy quân sự tỉnh An Giang                                                | Phó Tham mưu trưởng Quân khu 9                   |
| 8  | Cao Tiến Hinh      |                  | 2008          | Cục trưởng Cục Khoa học, Công nghệ và Môi trường                                               | Phó giáo sư, Tiến sĩ                             |
| 9  | Hồ Khải Hoàng      |                  | 2008          | Chỉ huy trưởng Bộ Chỉ huy Quân sự tỉnh Bạc Liêu                                                |                                                  |
| 10 | Ngô Văn Hùng       | 1956-            | 2008          | Phó Tư lệnh Quân khu 2 (2008-nay)                                                              | Nguyên Phó Tham mưu trưởng Quân khu 2            |
| 11 | Trịnh Duy Huỳnh    |                  | 2008          | Phó Tư lệnh Quân khu 3                                                                         |                                                  |
| 12 | Trần Văn Hương     |                  | 2008          | Vụ trưởng Vụ Quốc phòng-An ninh, Bộ Kế hoạch và Đầu tư                                         |                                                  |
| 13 | Nguyễn Văn Hưởng   |                  | 2008          | Phó Cục trưởng Cục Quân huấn, Bộ tổng Tham mưu                                                 |                                                  |
| 14 | Nguyễn Nhật Kỷ     | 1953-            | 2008          | Cục trưởng Cục Chính trị, Tổng cục Chính trị (2003-2010)                                       | Phó Cục trưởng Cục Tuyên huấn Tổng cục Chính trị |
| 15 | Từ Linh            |                  | 2008          | Giám đốc Trung tâm Thông tin KHCNMT                                                            |                                                  |
| 16 | Ngô Quang Liên     |                  | 2008          | Phó Chánh Văn phòng Bộ Quốc phòng kiêm Trợ lý Bộ trưởng Bộ Quốc phòng                          |                                                  |
| 17 | Nguyễn Phước Lợi   |                  | 2008          | Phó Tư lệnh Bộ đội Biên phòng                                                                  |                                                  |
| 18 | Lưu Trọng Lư       |                  | 2008          | Chỉ huy trưởng Bộ chỉ huy Quân sự tỉnh Điện Biên                                               |                                                  |
| 19 | Nguyễn Hữu Mạnh    |                  | 2008          | Chánh Văn phòng Bộ Tổng Tham mưu                                                               | Nguyên Cục trưởng Cục Tác chiến                  |
| 20 | Nguyễn Đình Minh   |                  | 2008          | Phó tham mưu trưởng Quân khu 4, Chỉ huy trưởng Bộ chỉ huy quân sự tỉnh Nghệ An, Quân khu 4     |                                                  |
| 21 | Vũ Nhật Minh       |                  | 2008          | Phó Giám đốc Học viện Kỹ thuật quân sự                                                         |                                                  |
| 22 | Hoàng Sĩ Nam       |                  | 2008          | Chính ủy Binh chủng Công binh (2007-2013)                                                      |                                                  |
| 23 | Lê Năm             | 1952-            | 2008          | Giám đốc Viện Bỏng Quốc gia Lê Hữu Trác, Học viện Quân y                                       | Giáo sư, Tiến sĩ y khoa                          |
| 24 | Đỗ Văn Nghị        |                  | 2008          | Cục trưởng Cục 25, Tổng cục II                                                                 |                                                  |
| 25 | Nguyễn Duy Ngọ     |                  | 2008          | Chính ủy Binh đoàn 15                                                                          |                                                  |
| 26 | Nguyễn Quy Nhơn    | 1955-            | 2008          | Chỉ huy trưởng Bộ chỉ huy quân sự tỉnh Quảng Nam                                               | Phó tư lệnh Quân khu 5 (từ 2010)                 |
| 27 | Võ Hồng Quang      |                  | 2008          | Chỉ huy trưởng Bộ chỉ huy quân sự tỉnh Bến Tre                                                 | Nghỉ hưu từ ngày 01/04/2013                      |
| 28 | Trần Thanh Quang   |                  | 2008          | Giám đốc Bệnh viện quân y 121 Quân khu 9                                                       |                                                  |
| 29 | Phùng Thế Quảng    | 1953-            | 2008          | Cục trưởng Cục Kinh tế                                                                         | Phó tư lệnh Quân khu 7                           |
| 30 | Vũ Lục Quốc        |                  | 2008          | Chỉ huy trưởng Bộ chỉ huy Quân sự tỉnh Lai Châu                                                | Phó tham mưu trưởng Quân khu 2                   |
| 31 | Nguyễn Phục Quốc   | 1952-            | 2008          | Giám đốc Bệnh viện Quân y 175                                                                  | Thầy thuốc nhân dân                              |
| 32 | Trần Đức Sơn       |                  | 2008          | Phó Giám đốc Học viện Hậu cần                                                                  |                                                  |
| 33 | Mai Ngọc Tác       |                  | 2008          | Phó Giám đốc Học viện Kỹ thuật Quân sự                                                         |                                                  |
| 34 | Phan Tấn Tài       |                  | 2008          | Chỉ huy trưởng Bộ Chỉ huy quân sự TP Hồ Chí Minh                                               | Phó tư lệnh Quân khu 7 (từ 2010)                 |
| 35 | Nguyễn Văn Tài     | 1954-            | 2008          | Phó Giám đốc Học viện Chính trị (2007-2014)                                                    | Giáo sư, Tiến sĩ                                 |
| 36 | Phạm Văn Thạch     |                  | 2008          | Viện trưởng Viện Lịch sử Quân đội Việt Nam                                                     |                                                  |
| 37 | Nguyễn Kim Thành   |                  | 2008          | Phó Giám đốc Học viện Quốc phòng                                                               |                                                  |
| 38 | Phùng Đình Thảo    |                  | 2008          | Chính ủy Bộ Tư lệnh Thủ đô Hà Nội                                                              | Phó cục trưởng Cục Tổ chức Tổng cục Chính trị    |
| 39 | Nguyễn Mạnh Thắng  |                  | 2008          | Cục trưởng Cục Trinh sát Bộ đội Biên phòng (?-2012)                                            |                                                  |
| 40 | Đoàn Văn Thắng     | 1952-            | 2008          | Chỉ huy trưởng Bộ CHQS tỉnh Vĩnh Long (1996-2010)                                              |                                                  |
| 41 | Trần Văn Thi       |                  | 2008          | Phó Tư lệnh Quân chủng Phòng không - Không quân                                                |                                                  |
| 42 | Trần Quang Tiến    |                  | 2008          | Chỉ huy trưởng Bộ chỉ huy quân sự tỉnh Nam Định                                                |                                                  |
| 43 | Lê Song Tiến       |                  | 2008          | Cục trưởng Cục Bảo vệ An ninh Quân đội (2008-2010)                                             |                                                  |
| 44 | Dương Văn Tính     |                  | 2008          | Chính ủy kiêm Phó tổng giám đốc Tổng công ty Viễn thông Quân đội                               |                                                  |
| 45 | Nguyễn Văn Trình   |                  | 2008          | Phó Tư lệnh Quân khu 1                                                                         |                                                  |
| 46 | Trương Quốc Trung  |                  | 2008          | Chính ủy Viện Y học cổ truyền Quân đội                                                         |                                                  |
| 47 | Lê Minh Tuấn       |                  | 2008          | Phó Tư lệnh Quân khu 9                                                                         |                                                  |
| 48 | Vũ Văn Tùng        |                  | 2008          | Chỉ huy trưởng Bộ chỉ huy quân sự tỉnh Thanh Hóa                                               | Phó tham mưu trưởng Quân khu 4                   |
| 49 | Lê Viết Tuyến      |                  | 2008          | Phó Giám đốc Học viện Hậu cần                                                                  |                                                  |
| 50 | Hồ Ngọc Tỵ         |                  | 2008          | Phó Tư lệnh kiêm Tham mưu trưởng Quân khu 4 (2008-2013)                                        |                                                  |
| 51 | Trần Đình Xuyên    |                  | 2008          | Phó Tư lệnh Quân chủng Hải quân                                                                | Chuẩn đô đốc                                     |
| 52 | Nguyễn Sinh Xô     | 1953-            | 2008          | Cục trưởng Cục Phòng chống tội phạm ma túy (2005-2013)                                         |                                                  |
| 53 | Phạm Quốc Trung    |                  | 2008          | Tư lệnh Binh chủng Hóa học                                                                     |                                                  |
| 54 | Nguyễn Ngọc Liên   |                  | 2008          | được thăng quân hàm từ Đại tá lên Thiếu tướng và được bổ nhiệm chức vụ Phó Chính ủy Quân khu 2 |                                                  |
| 55 | Hoàng Bằng         |                  | 2008          | Phó Chính ủy Tổng cục Kỹ thuật                                                                 |                                                  |
| 56 | Trần Xuân Bảng     |                  | 2008          | Phó Chính ủy Học viện Lục Quân                                                                 |                                                  |
| 57 | Lê Phúc Nguyên     |                  | 2008          | Tổng Biên tập Báo Quân đội nhân dân, Tổng cục Chính trị                                        |                                                  |
| 58 | Đỗ Phúc Hưng       |                  | 2008          | Cục trưởng Cục Tác chiến Điện tử, Bộ tổng Tham mưu                                             |                                                  |
| 59 | Lê Văn Hợp         |                  | 2008          | Cục trưởng Cục Thi hành án                                                                     |                                                  |
| 60 | Nguyễn Xuân Tỷ     |                  | 2008          | Tham mưu trưởng Quân khu 9                                                                     |                                                  |
| 61 | Đinh Văn Cai       |                  | 2008          | Chủ nhiệm Chính trị Quân khu 9                                                                 |                                                  |
| 62 | Phí Quốc Tuấn      |                  | 2008          | Tư lệnh Bộ tư lệnh Thủ đô Hà Nội                                                               |                                                  |
| 63 | Nguyễn Thanh Tuấn  |                  | 2008          | Chủ nhiệm Chính trị Quân khu 5                                                                 |                                                  |
| 64 | Nguyễn Thanh Thược |                  | 2008          | Chủ nhiệm Chính trị Quân khu 3                                                                 |                                                  |
| 65 | Nguyễn Minh Tân    | 1986             | 2018          | Phó Tổng cục trưởng Tổng cục Tình báo (2018)                                                   |                                                  |

### Thụ phong năm 2009
| TT | Họ tên            | Năm sinh-Năm mất | Năm thụ phong | Chức vụ khi thụ phong                                          | Ghi chú                                      |
| -- | ----------------- | ---------------- | ------------- | -------------------------------------------------------------- | -------------------------------------------- |
| 1  | Trần Viết Bằng    |                  | 2009          | Chủ nhiệm Chính trị Tổng cục Hậu cần                           |                                              |
| 2  | Trần Văn Bé       |                  | 2009          | Chính ủy Bộ Chỉ huy Quân sự tỉnh Tây Ninh                      |                                              |
| 3  | Phạm Hòa Bình     |                  | 2009          | Phó Giám đốc Ngoại khoa Bệnh viện 108                          | Phó giáo sư Thầy thuốc Nhân dân (2012).      |
| 4  | Ngô Ngọc Bình     | 1957-            | 2009          | Phó Tư lệnh Quân khu 7                                         |                                              |
| 5  | Trần Nguyên Bình  |                  | 2009          | Trưởng ban Ban Cơ yếu Chính phủ (-2014)                        |                                              |
| 6  | Nguyễn Kim Cách   | 1956-            | 2009          | Phó Chính ủy Quân chủng Phòng không - Không quân (2009-3.2015) |                                              |
| 7  | Nguyễn Văn Côn    |                  | 2009          | Tư lệnh Binh chủng Pháo binh (2009-2015)                       |                                              |
| 8  | Vũ Hải Chấn       | 1959 - 2022      | 2009          | Phó Tư lệnh Quân khu 3 (2009-2013)                             | Nguyên Phó Tham mưu trưởng Quân khu 3        |
| 9  | Phạm Ngọc Chấn    |                  | 2009          | Chủ nhiệm chính trị Quân chủng Hải quân                        | Chuẩn Đô đốc                                 |
| 10 | Phạm Ngọc Châu    |                  | 2009          | Chủ nhiệm Chính trị Quân khu 2                                 | Phó chính ủy Quân khu 2                      |
| 11 | Tạ Quang Chính    |                  | 2009          | Chủ nhiệm Chính trị Tổng cục Công nghiệp Quốc phòng            |                                              |
| 12 | Phạm Văn Chua     |                  | 2009          | Phó Chính ủy Quân khu 9 (2011-2015)                            | Nguyên Chủ nhiệm Chính trị Quân khu 9        |
| 13 | Phạm Sơn Dương    |                  | 2009          | Phó Giám đốc Viện Khoa học và Công nghệ quân sự, Bộ Quốc phòng |                                              |
| 14 | Thái Xuân Dương   |                  | 2009          | Chủ nhiệm chính trị Tổng cục kỹ thuật                          | Phó Chính ủy Tổng cục Kỹ thuật               |
| 15 | Nguyễn Mạnh Đoàn  |                  | 2009          | Tham mưu trưởng Tổng cục Hậu cần                               | Phó Tư lệnh Quân khu 2                       |
| 16 | Hoàng Văn Đồng    |                  | 2009          | Chính ủy Học viện Biên phòng                                   | Phó Chính ủy BTL Cảnh sát biển               |
| 17 | Vũ Thanh Hải      |                  | 2009          | Phó giám đốc Học viện Kỹ thuật Quân sự                         | Phó giáo sư                                  |
| 18 | Dương Hiền        |                  | 2009          | Phó Tư lệnh Quân khu 1 (2011-2015)                             |                                              |
| 19 | Trần Văn Hùng     | 1955-            | 2009          | Chính ủy Bộ Tư lệnh Thành phố Hồ Chí Minh                      | Phó Chính ủy Quân khu 7 (2010-nay)           |
| 20 | Vi Văn Liên       |                  | 2009          | Phó Tư lệnh Quân chủng Phòng không - Không quân                |                                              |
| 21 | Hồ Duy Nhân       |                  | 2009          | Ủy viên thường trực Ủy ban Kiểm tra Đảng ủy Quân sự Trung ương |                                              |
| 22 | Nguyễn Viết Nhiên | 1957-            | 2009          | Phó Tư lệnh Quân chủng Hải quân (2009-2017)                    | Chuẩn Đô đốc                                 |
| 23 | Nguyễn Văn Ninh   |                  | 2009          | Chủ nhiệm Kỹ thuật Quân chủng Hải quân                         | Chuẩn Đô đốc Phó tư lệnh Quân chủng Hải quân |
| 24 | Bùi Đình Phái     | 1953-            | 2009          | Chỉ huy trưởng Bộ CHQS tỉnh Hòa Bình (2001-2013)               | Đại biểu Quốc hội khóa 11                    |
| 25 | Lý A Sáng         |                  | 2009          | Phó Tư lệnh Quân khu 2                                         | Nghỉ hưu từ ngày 01/04/2013                  |
| 26 | Phạm Thanh Sơn    |                  | 2009          | Trưởng khoa Lý luận Mac-Lenin Học viện Quốc phòng              | Phó Giáo sư Phó Chính uỷ Quân đoàn 3         |
| 27 | Nguyễn Văn Tài    |                  | 2009          | Phó Giám đốc Học viện Chính trị                                |                                              |
| 28 | Võ Đăng Thanh     |                  | 2009          | Phó Trưởng ban Ban Cơ yếu Chính phủ                            |                                              |
| 29 | Trần Việt Thắng   |                  | 2009          | Phó Chính ủy Tổng cục II                                       |                                              |
| 30 | Trịnh Khắc Tính   |                  | 2009          | Phó Hiệu trưởng Trường Sĩ quan Chính trị                       |                                              |
| 31 | Đỗ Năng Tĩnh      |                  | 2009          | Phó Chủ nhiệm Tổng cục Hậu cần (2009-2016)                     |                                              |
| 32 | Bùi Sĩ Trinh      |                  | 2009          | Chính ủy Cục Cảnh sát biển (2005-2012)                         |                                              |
| 33 | Phan Anh Việt     |                  | 2009          | Cục trưởng Cục 12, Tổng cục II                                 |                                              |
| 34 | Nghiêm Công Việt  |                  | 2009          | Cục trưởng Cục vận tải TCHC                                    | Phó Tư lệnh Quân khu 2                       |
| 35 | Nguyễn Minh Hà    | 1957-2021        | 2009          | Giám đốc Viện Y học cổ truyền Quân đội                         |                                              |

## Thụ phong thập niên 2010
(Xếp theo thứ tự: Năm và ABC):

### Thụ phong năm 2010
| TT | Họ tên           | Năm sinh-Năm mất | Năm thụ phong | Chức vụ khi thụ phong                                                                                 | Ghi chú                                       |
| -- | ---------------- | ---------------- | ------------- | --- | --------------------------------------------- |
| 1  | Dư Xuân Bình     |                  | 2010          | Chính ủy Binh chủng Hóa học (2010-2014)                                                               |                                               |
| 2  | Dương Văn Ngân   |                  | 2010          | Chủ nhiệm Chính trị Quân khu 2                                                                        |                                               |
| 3  | Trần Văn Bộ      | 1954             | 2010          | Phó Chính ủy Học viện Lục quân (2010-2014)                                                            |                                               |
| 4  | Nguyễn Văn Cương | 1958-            | 2009          | Tư lệnh Bộ Tư lệnh Bảo vệ Lăng Chủ tịch Hồ Chí Minh kiêm Trưởng Ban Quản lý Lăng Chủ tịch Hồ Chí Minh |                                               |
| 5  | Nguyễn Đức Cường | 1956             | 2010          | Chính ủy Binh chủng Tăng-Thiết giáp (2009-2012)                                                       | Phó Chính ủy Học viện Lục quân (2012-2016)    |
| 6  | Trần Bá Dũng     | 1958-            | 2010          | Cục trưởng Cục 16, Tổng cục II                                                                        | Phó tổng cục trưởng, Tổng cục 2 Bộ Quốc phòng |
| 7  | Ngô Thái Dũng    | 1957             | 2010          | Cục trưởng Cục Cửa khẩu Bộ đội Biên phòng (2009-2013)                                                 | Cục trưởng Cục PCTPMT BĐBP (2013-2017)        |
| 8  | Nguyễn Hoàng     | 1957             | 2010          | Tư lệnh Quân đoàn 4 (2010-2013)                                                                       | Phó Tư lệnh Quân khu 9 (2013-2017)            |
| 9  | Trần Xuân Hòe    |                  | 2010          | Tư lệnh Binh chủng Đặc công (2010-2014)                                                               | Nghỉ hưu năm 2014                             |
| 10 | Nguyễn Trọng Huy | 1956             | 2010          | Phó Tư lệnh Quân khu 5 (2009-2016)                                                                    |                                               |
| 11 | Nguyễn Chí Hướng | 1958             | 2010          | Chỉ huy trưởng Bộ Chỉ huy Quân sự tỉnh Quảng Trị                                                      | Phó tư lệnh Quân khu 4 (2012-2018)            |
| 12 | Dương Kim Hồng   | 1955             | 2010          | Phó Giám đốc Học viện Lục quân (2009-2015)                                                            | PGS.TS                                        |
| 13 | Lê Đình Hùng     |                  | 2010          | Hiệu trưởng Trường Sĩ quan Thông tin                                                                  |                                               |
| 14 | Hoàng Trung Kiên |                  | 2010          | Tư lệnh Binh chủng Tăng-Thiết giáp (2010-2013)                                                        | Nghỉ hưu năm 2013                             |
| 15 | Phạm Tiến Luật   |                  | 2010          | Cục trưởng Cục Quân nhu (-2014)                                                                       |                                               |
| 16 | Phạm Thanh Liêm  |                  | 2010          | Chính ủy Học viện Phòng không-Không quân (2009-2014)                                                  | Nguyên Chủ nhiệm Chính trị Quân chủng PKKQ    |
| 17 | Đặng Văn Luyến   | 1955             | 2010          | Phó Tư lệnh TMT Quân khu 2 (2010-2015)                                                                |                                               |
| 18 | Vũ Dương Nghi    |                  | 2010          | Chính ủy Binh chủng Thông tin Liên lạc                                                                | Nghỉ hưu năm 2012                             |
| 19 | Nguyễn Thanh Ngụ | 1957             | 2010          | Chính ủy Binh chủng Pháo binh (2010-9-2017)                                                           |                                               |
| 20 | Nguyễn Văn Ninh  | 1959             | 2010          | Phó Tư lệnh Quân chủng Hải quân(10-16) Chuẩn Đô đốc                                                   | Phó CN-TMT Tổng cục Kỹ thuật (2016-2019)      |
| 21 | Vũ Huy Nùng      |                  | 2010          | Phó Giám đốc Học viện Quân y                                                                          | Chồng Trung tướng Lê Thu Hà                   |
| 22 | Chu Công Phu     | 1956-            | 2010          | Chính ủy Quân đoàn 3 (2010-2014)                                                                      | Phó Chính ủy Học viện Chính trị (2014-2016)   |
| 23 | Trần Xuân Quang  | 1957             | 2010          | Cục trưởng Cục Chính trị, Quân khu 1                                                                  | Phó Chính ủy Quân khu 1 (2012-2017)           |
| 24 | Vũ Cao Quân      |                  | 2010          | Chỉ huy trưởng Bộ Chỉ huy Quân sự thành phố Cần Thơ                                                   |                                               |
| 25 | Nguyễn Công Sơn  | 1956             | 2010          | Phó Chánh Văn phòng Bộ Quốc phòng (2009-nay)                                                          |                                               |
| 26 | Nguyễn Kim Sơn   |                  | 2010          | Cục trưởng Cục Chính trị, Bộ Tổng Tham mưu (2010-6.2015)                                              |                                               |
| 27 | Trần Thành       | 1956             | 2010          | Chỉ huy trưởng Bộ Chỉ huy Quân sự tỉnh Quảng Ninh                                                     | Phó tư lệnh Quân khu 3 (2012-2016)            |
| 28 | Trần Văn Thanh   | 1955             | 2010          | Giám đốc Học viện Phòng không-Không quân                                                              |                                               |
| 29 | Trần Trung Tín   | 1956             | 2010          | Cục trưởng Cục Kinh tế, Bộ Quốc phòng (2010-2/2016)                                                   |                                               |
| 30 | Trần Hữu Tuất    | 1956-            | 2010          | Phó Tư lệnh Quân khu 4 (2009-2016)                                                                    | Đại biểu Quốc hội khóa 13                     |
| 31 | Phạm Ngọc Tuyển  | 1956-            | 2010          | Tổng Giám đốc Tổng Công ty Đông Bắc (-2016)                                                           |                                               |
| 32 | Đào Văn Tân      | 1956             | 2010          | Chính ủy Binh đoàn 12                                                                                 |                                               |

### Thụ phong năm 2011
| TT | Họ tên              | Năm sinh-Năm mất | Năm thụ phong | Chức vụ khi thụ phong                                             | Ghi chú                                          |
| -- | ------------------- | ---------------- | ------------- | ----------------------------------------------------------------- | ------------------------------------------------ |
| 1  | Nguyễn Ngọc Ân      | 1954             | 2011          | Chỉ huy trưởng Bộ Chỉ huy Quân sự tỉnh Quảng Ngãi                 | Phó Tham mưu trưởng Quân khu 5                   |
| 2  | Vũ Quốc Bình        | 1958             | 2011          | Cục trưởng Cục Quân y, Tổng cục Hậu cần (2010-nay)                |                                                  |
| 3  | Lưu Xuân Cải        |                  | 2011          | Phó tham mưu trưởng Quân khu 3                                    |                                                  |
| 4  | Võ Quyết Chiến      | 1959-            | 2011          | Chính ủy Binh đoàn 16                                             |                                                  |
| 5  | Nguyễn Duy Cường    | 1959             | 2011          | Hiệu trưởng Trường Sĩ quan Không quân                             |                                                  |
| 6  | Văn Công Danh       | 1957             | 2011          | Chỉ huy trưởng Bộ Chỉ huy Quân sự tỉnh Bình Dương                 | Phó Tư lệnh Quân khu 7 (2014-2017)               |
| 7  | Vũ Hữu Dũng         | 1955             | 2011          | Phó Chính ủy Học viện Quân y                                      |                                                  |
| 8  | Hà Tiến Dũng        | 1961             | 2011          | Tổng giám đốc Tổng Công ty Trực thăng Việt Nam                    |                                                  |
| 9  | Lê Quang Đại        |                  | 2011          | Chỉ huy trưởng Bộ Chỉ huy Quân sự tỉnh Phú Thọ                    |                                                  |
| 10 | Phạm Văn Đằng       |                  | 2011          | Cục trưởng Cục Công nghệ Thông tin (-2012)                        |                                                  |
| 11 | Phạm Văn Điển       |                  | 2011          | Tư lệnh Vùng 1 Hải quân                                           | Chuẩn đô đốc                                     |
| 12 | Phạm Quang Đối      |                  | 2011          | Phó Chủ nhiệm Tham mưu trưởng Tổng cục Hậu cần                    |                                                  |
| 13 | Phan Tiến Hạc       |                  | 2011          | Phó Cục trưởng Cục cán bộ, Tổng cục Chính trị                     |                                                  |
| 14 | Ngô Mạnh Hà         | 1958             | 2011          | Cục trưởng Cục Phòng không Lục quân                               |                                                  |
| 15 | Vũ Mạnh Hà          | 1955             | 2011          | Phó chính ủy Học viện Hậu cần (2011-2015)                         | Nguyên Cục phó Cục Cán bộ, TCCT                  |
| 16 | Trương Văn Hai      | 1958             | 2011          | Tư lệnh Bộ Tư lệnh Thành phố Hồ Chí Minh                          |                                                  |
| 17 | Trần Hữu Hoàn       | 1955             | 2011          | Phó Tham mưu trưởng Quân khu 1 (2011-nay)                         | Nguyên CHT Bộ CHQS tỉnh Cao Bằng                 |
| 18 | Phạm Lâm Hồng       | 1958             | 2011          | Phó Tham mưu trưởng Quân khu 2                                    |                                                  |
| 19 | Đồng Khắc Hưng      | 1959             | 2011          | Phó Giám đốc Học viện Quân y                                      |                                                  |
| 20 | Nguyễn Đức Long     | 1960             | 2011          | Viện trưởng Viện 78, Tổng cục II                                  |                                                  |
| 21 | Nguyễn Xuân Miện    |                  | 2011          | Phó Chính ủy Tổng cục Hậu cần (2011-6.2015)                       |                                                  |
| 22 | Đậu Văn Minh        |                  | 2011          | Viện trưởng Viện Khoa học nghệ thuật quân sự, Học viện Quốc phòng |                                                  |
| 23 | Trần Văn Mừng       | 1954-            | 2011          | Chủ nhiệm chính trị Quân khu 3                                    |                                                  |
| 24 | Nguyễn Đình Minh    | 1956             | 2011          | Hiệu trưởng Trường Đại học Chính trị                              | Giám đốc Học viện Chính trị (2013-nay)           |
| 25 | Đoàn Hùng Minh      | 1955             | 2011          | Phó Chủ nhiệm Tổng cục Công nghiệp Quốc phòng                     |                                                  |
| 26 | Nguyễn Ngọc Minh    | 1955             | 2011          | Chỉ huy trưởng Bộ Chỉ huy Quân sự tỉnh Bình Định                  | Phó Tham mưu trưởng Quân khu 5 (2012-nay)        |
| 27 | Nguyễn Đăng Nghiêm  | 1957             | 2011          | Tổng Giám đốc Tổng Công ty Tân Cảng Sài Gòn                       | Chuẩn Đô đốc                                     |
| 28 | Nguyễn Khắc Ngọ     | 1957             | 2011          | Phó Cục trưởng Cục Tuyên huấn, Tổng cục Chính trị                 |                                                  |
| 29 | Trần Trọng Ngừng    | 1954             | 2011          | Phó Tư lệnh kiêm Tham mưu trưởng Quân đoàn 4                      | Phó hiệu trưởng Trường Sĩ quan Lục quân 2        |
| 30 | Trần Hùng Nam       |                  | 2011          | Cục trưởng Cục Xe-Máy, Tổng cục Kỹ thuật (2008-2014)              | Nguyên Viện trưởng Viện Kỹ thuật Cơ giới Quân sự |
| 31 | Đặng Lê Nhị         |                  | 2011          | Phó Tham mưu trưởng Quân khu 5                                    |                                                  |
| 32 | Nguyễn Trọng Nhưỡng |                  | 2011          | Cục trưởng Cục Xăng dầu Tổng cục Hậu cần                          |                                                  |
| 33 | Ngô Văn Phát        |                  | 2011          | Chính ủy Vùng 5 Hải quân                                          | Chuẩn đô đốc                                     |
| 34 | Doãn Văn Sở         | 1956-            | 2011          | Tư lệnh Vùng 5 Hải quân (2009-2016)                               | Chuẩn đô đốc                                     |
| 35 | Trần Gia Thịnh      |                  | 2011          | Phó Chủ nhiệm Tham mưu trưởng Tổng cục CNQP (-2015)               |                                                  |
| 36 | Ngô Xuân Thứ        |                  | 2011          | Phó Tư lệnh Quân khu 1 (2011-2014)                                |                                                  |
| 37 | Nguyễn Văn Tuyến    | 1957-            | 2011          | Phó Cục trưởng Cục Tác chiến, BTTM                                |                                                  |
| 38 | Trần Thanh          | 1956             | 2011          | Ủy viên chuyên trách Ủy ban Kiểm tra Quân ủy Trung ương           |                                                  |
| 39 | Trần Văn Thắng      | 1958             | 2011          | Cục trưởng Cục Bản đồ Bộ Tổng Tham mưu                            |                                                  |
| 40 | Nguyễn Văn Thọ      | 1957             | 2011          | Phó Tư lệnh kiêm Tham mưu trưởng Quân chủng PK-KQ (2011-2017)     |                                                  |
| 41 | Ngô Quang Tiến      | 1957             | 2011          | Tư lệnh Vùng 4 Hải quân (2009-2012) Chuẩn Đô Đốc                  | Giám đốc Học viện Hải quân (2012-2017)           |
| 42 | Vũ Tiến Trọng       | 1960             | 2011          | Viện trưởng Viện quan hệ Quốc tế về Quốc phòng                    |                                                  |
| 43 | Lại Duy Trợ         | 1956             | 2011          | Ủy viên chuyên trách Ủy ban Kiểm tra Quân ủy Trung ương           |                                                  |
| 44 | Hồ Việt Trung       | 1957             | 2011          | Phó Chủ nhiệm Chính trị Quân khu 9                                |                                                  |
| 45 | Đỗ Minh Tuấn        | 1957             | 2011          | Phó Tư lệnh Quân chủng PKKQ (2011-2017)                           |                                                  |

### Thụ phong năm 2012
| TT | Họ tên             | Năm sinh-Năm mất | Năm thụ phong | Chức vụ khi thụ phong                                                    | Ghi chú                                                        |
| -- | ------------------ | ---------------- | ------------- | ------------------------------------------------------------------------ | -------------------------------------------------------------- |
| 1  | Võ Văn Cổ          | 1958             | 2012          | Phó Tham mưu trưởng Quân khu 7                                           |                                                                |
| 2  | Nguyễn Thiện Chất  |                  | 2012          | Phó Chính ủy Học viện Kỹ thuật Quân sự (2012-6.2015)                     |                                                                |
| 3  | Trịnh Xuân Chuyền  |                  | 2012          | Chính ủy Binh chủng Đặc công (2011-2015)                                 |                                                                |
| 4  | Đặng Anh Dũng      | 1959             | 2012          | Tư lệnh Binh đoàn 15                                                     |                                                                |
| 5  | Lê Đình Đạt        | 1958             | 2012          | Cục trưởng Cục TC-ĐL-CL (2009-nay)                                       |                                                                |
| 6  | Nguyễn Văn Đảm     | 1959             | 2012          | Cục trưởng Cục Kỹ thuật, QC PK-KQ                                        | Phó Tư lệnh QC PK-KQ                                           |
| 7  | Phạm Xuân Điệp     | 1958             | 2012          | Tư lệnh Vùng 2 Hải quân                                                  | Phó Tư lệnh QCHQ (2014-6.2015) Phó Tư lệnh TMT QCHQ (2015-nay) |
| 8  | Nguyễn Thành Định  | 1956             | 2012          | Phó Chánh Thanh tra Bộ Quốc phòng                                        |                                                                |
| 9  | Nguyễn Văn Đoàn    | 1957             | 2012          | Phó giám đốc Học viện Chính trị                                          |                                                                |
| 10 | Nguyễn Thanh Hải   | 1957-            | 2012          | Chính ủy Binh chủng Tăng-Thiết giáp                                      | Phó Chính ủy Quân khu 3                                        |
| 11 | Nguyễn Mạnh Hùng   | 1962-            | 2012          | Phó Tổng giám đốc Tập đoàn Viettel (2000-2014)                           | Tổng giám đốc Tập đoàn Viettel (2014-nay)                      |
| 12 | Nguyễn Văn Hưng    | 1958-            | 2012          | Chính ủy Bộ Tư lệnh Thành phố Hồ Chí Minh                                |                                                                |
| 13 | Nguyễn Minh Khải   | 1958             | 2012          | Phó giám đốc Học viện Chính trị                                          |                                                                |
| 14 | Vũ Bá Kính         | 1958             | 2012          | Chủ nhiệm Chính trị Quân khu 1                                           |                                                                |
| 15 | Nguyễn Đức Liên    | 1955             | 2012          | Phó Chủ nhiệm Chính trị Quân khu 5                                       |                                                                |
| 16 | Nguyễn Văn Luận    | 1955             | 2012          | Phó cục trưởng Cục Quân huấn, Bộ Tổng tham mưu                           |                                                                |
| 17 | Mạch Quang Lợi     | 1954             | 2012          | Cục trưởng Cục Chính trị, Học viện Quốc phòng (2012-2014)                | Phó Chính ủy Học viện Quốc phòng                               |
| 18 | Trần Văn Minh      | 1960             | 2012          | Cục trưởng Cục chính sách TCCT (2011-2016)                               | Chánh Văn phòng TCCT (2016-nay)                                |
| 19 | Nguyễn Đình Khẩn   |                  | 2012          | Phó Tham mưu trưởng Bộ đội Biên phòng (2009-2014)                        |                                                                |
| 20 | Lê Khương Mẽ       |                  | 2012          | Phó Chính ủy Tổng cục CNQP (2012-6.2015)                                 | Nguyên Phó Cục trưởng Cục Tổ chức TCCT                         |
| 21 | Đặng Ngọc Nghĩa    | 1959-            | 2013          | Ủy viên thường trực Ủy ban Quốc phòng và An ninh của Quốc hội (2014-nay) | Đại biểu Quốc hội khóa 13                                      |
| 22 | Lê Thái Ngọc       | 1957             | 2012          | Phó Chủ nhiệm Chính trị Bộ đội Biên phòng                                | Phó chính ủy Bộ đội Biên phòng                                 |
| 23 | Triệu Văn Ngô      | 1955             | 2012          | Phó Tham mưu trưởng Quân khu 1 (2012-nay)                                | Nguyên Chỉ huy trưởng Bộ CHQS tỉnh Bắc Kạn                     |
| 24 | Lê Xuân Phương     | 1959             | 2012          | Cục trưởng Cục Kỹ thuật Binh chủng(2008-2019)                            |                                                                |
| 25 | Lê Minh Quang      | 1956             | 2012          | Phó Tham mưu trưởng Quân khu 7                                           |                                                                |
| 26 | Ngô Sĩ Quyết       | 1959             | 2012          | Tư lệnh Vùng 3 Hải quân Phó Tư lệnh Quân chủng Hải quân (2015-nay)       | Chuẩn đô đốc                                                   |
| 27 | Lê Minh Thành      | 1958             | 2012          | Phó tư lệnh Quân chủng Hải quân                                          | Chuẩn Đô đốc                                                   |
| 28 | Lê Đức Thọ         | 1955             | 2012          | Tư lệnh Binh đoàn 16                                                     |                                                                |
| 29 | Phan Hoàng Thụ     | 1956             | 2012          | Phó chủ nhiệm Chính trị Quân khu 9                                       |                                                                |
| 30 | Hồ Thủy            | 1957-            | 2012          | Giám đốc Bảo hiểm Xã hội Bộ Quốc phòng                                   | nữ tướng thứ 4                                                 |
| 31 | Hồ Xuân Tiến       | 1955             | 2012          | Phó hiệu trưởng trường Đại học Chính trị                                 |                                                                |
| 32 | Võ Minh Trí        | 1957             | 2012          | Phó Tham mưu trưởng Quân khu 7                                           |                                                                |
| 33 | Nguyễn Đức Trịnh   | 1957             | 2012          | Hiệu trưởng Trường Đại học Văn hóa Nghệ thuật Quân đội                   | Nhạc sĩ, Giải thưởng Nhà nước                                  |
| 34 | Nguyễn Quang Trung |                  | 2012          | Chủ nhiệm Chính trị, Tổng cục II                                         |                                                                |
| 35 | Nguyễn Đức Tới     | 1956             | 2012          | Chỉ huy trưởng Bộ CHQS tỉnh Hà Tĩnh                                      | Phó Tham mưu trưởng Quân khu 4                                 |
| 36 | Vũ Anh Văn         | 1957             | 2012          | Tư lệnh Binh chủng Thông tin liên lạc (2012-2017)                        |                                                                |
| 37 | Phạm Đình Vi       | 1956             | 2012          | Phó Cục trưởng Cục nhà trường, Bộ Tổng tham mưu                          |                                                                |
| 38 | Đặng Trí Dũng      | 1962             | 2012          | Phó Giám đốc Học viện Khoa học Quân sự                                   | Giám đốc Học viện Khoa học Quân sự                             |
| 39 | Phan Sỹ Minh       | 1960-            | 2012          | Cục trưởng Cục 16, Tổng cục II (2011-nay)                                |                                                                |
| 40 | Bùi Xuân Khang     | 1961             | 2012          | Cục trưởng Cục 71, Tổng cục II                                           |                                                                |
| 41 | Hồ Anh Thắng       |                  | 2012          | Phó Tổng biên tập Báo Quân đội nhân dân                                  |                                                                |
| 42 | Nguyễn Văn Tương   |                  | 2012          | Chính ủy Cục Cảnh sát biển                                               | Chính ủy Bộ Tư lệnh Cảnh sát biển                              |

### Thụ phong năm 2013
| TT | Họ tên              | Năm sinh-Năm mất | Năm thụ phong | Chức vụ khi thụ phong                                                 | Ghi chú                                                     |
| -- | ------------------- | ---------------- | ------------- | --------------------------------------------------------------------- | ----------------------------------------------------------- |
| 1  | Lê Viết Anh         | 1957             | 2013          | Phó chính ủy trường sĩ quan Lục Quân I                                |                                                             |
| 2  | Nguyễn Thế Ân       | 1959             | 2013          | Chuẩn đô đốc Phó tham mưu trưởng Quân chủng Hải quân                  |                                                             |
| 3  | Ngô Văn Ba          | 1958             | 2013          | Chủ nhiệm Chính trị Quân khu 9 (2012-nay)                             |                                                             |
| 4  | Hoàng Hoa Châu      | 1957             | 2013          | Phó Cục trưởng Cục Nhà Trường, Bộ Tổng Tham mưu                       |                                                             |
| 5  | Lê Công             | 1957             | 2013          | Tổng Giám đốc Ngân hàng Thương mại Cổ Phần Quân đội                   |                                                             |
| 6  | Nguyễn Việt Dĩnh    | 1956             | 2013          | Ủy viên thường trực Ủy ban Kiểm Tra Quân Ủy TW                        |                                                             |
| 7  | Lê Đăng Dũng        | 1959             | 2013          | Phó Tổng giám đốc, Bí thư Đảng ủy Tập đoàn Viettel                    |                                                             |
| 8  | Lê Xuân Duy         | 1962             | 2013          | Chỉ huy trưởng Bộ Chỉ huy Quân sự tỉnh Yên Bái, Quân khu 2            | Phó Tư lệnh Quân khu 2 (2014-)                              |
| 9  | Nguyễn Đăng Đào     | 1960             | 2013          | Phó Ban Cơ Yếu Chính phủ                                              |                                                             |
| 10 | Hồ Trọng Đào        | 1957             | 2013          | Cục Trưởng Cục Chính trị, Tổng cục Chính trị                          | Phó Chính ủy Tổng cục Kỹ thuật                              |
| 11 | Nguyễn Văn Điều     | 1957             | 2013          | Cục trưởng Cục Vận tải, Tổng cục Hậu cần                              |                                                             |
| 12 | Nguyễn Xuân Định    | 1957             | 2013          | Chính ủy Học viện Hải quân                                            | Chuẩn Đô đốc                                                |
| 13 | Đặng Minh Hải       |                  | 2013          | Chủ nhiệm Chính trị Quân chủng Hải quân                               | Phó Chính ủy QC Hải Quân (2015-nay)                         |
| 14 | Nguyễn Thị Thanh Hà | 1957             | 2013          | Chính ủy Viện Y học cổ truyền Quân đội (2012-)                        | Nữ tướng thứ năm của Quân đội                               |
| 15 | Nguyễn Gia Hòa      | 1958             | 2013          | Chủ nhiệm chính trị Quân khu 7 (2012-2018)                            |                                                             |
| 16 | Nguyễn Minh Hoàng   | 1960             | 2013          | Phó Chủ nhiệm Chính trị Quân khu 7 (2011-2015)                        | Phó Chính ủy Quân khu 7(2015-nay)                           |
| 17 | Võ Trọng Hệ         | 1958-2017        | 2013          | Tư lệnh Quân đoàn 4 (2013-2016)                                       | Phó Giám đốc Học viện Quốc phòng                            |
| 18 | Tiêu Xuân Hồng      |                  | 2013          | Phó Tham mưu Trưởng Quân khu 2                                        | Phó Ban Chỉ đạo Tây Bắc                                     |
| 19 | Đào Xuân Hước       | 1957             | 2013          | Phó Giám đốc Học viện Hậu cần                                         | Nguyên Phó Tư lệnh Quân đoàn 2                              |
| 20 | Đoàn Kiểu           |                  | 2013          | Phó Tư lệnh Quân khu 5 (2013-nay)                                     | Nguyên CHT Bộ CHQS tỉnh Đăk Nông                            |
| 21 | Nguyễn Văn Kỳ       | 1957             | 2013          | Phó Tham mưu trưởng Quân khu 2                                        |                                                             |
| 22 | Nguyễn Kim Lãm      |                  | 2013          | Giám đốc Trung tâm Thông tin Khoa Học Quân sự                         |                                                             |
| 23 | Phạm Văn Lập        | 1956             | 2013          | Chính ủy Bộ Tư lệnh Lăng (2013-2016)                                  |                                                             |
| 24 | Hoàng Văn Lương     | 1964-            | 2013          | Phó Giám đốc Học viện Quân Y                                          | Giáo sư                                                     |
| 25 | Nguyễn Ngọc Lượng   | 1957             | 2013          | Cục trưởng Cục Hậu cần BTTM                                           |                                                             |
| 26 | Trần Xuân Mạnh      | 1957             | 2013          | Chính ủy Binh chủng Công Binh                                         |                                                             |
| 27 | Phạm Văn Mạnh       | 1956             | 2013          | Phó Giám đốc Học viện Quân Y (2011-2016)                              | Nguyên Phó TL, TMT Quân đoàn 2 (-2011)                      |
| 28 | Cao Văn Minh        | 1957             | 2013          | Phó Chánh Thanh Tra Bộ Quốc phòng                                     |                                                             |
| 29 | Nguyễn Hoài Nam     | 1957             | 2013          | Giám đốc trung tâm phát thanh truyền hình Quân đội                    |                                                             |
| 30 | Nguyễn Khắc Nam     |                  | 2013          | Tư lệnh Binh chủng Tăng Thiết giáp                                    |                                                             |
| 31 | Đỗ Giang Nam        |                  | 2013          | Tư lệnh Binh Đoàn 12                                                  |                                                             |
| 32 | Nguyễn Văn Nam      |                  | 2013          | Chỉ huy trưởng Bộ đội Biên phòng TP. Hải Phòng                        | Phó tư lệnh TMT Bộ đội biên phòng (2015-)                   |
| 33 | Đặng Ngọc Nghĩa     | 1959             | 2013          | Phó tham mưu trưởng Quân khu 4                                        |                                                             |
| 34 | Đào Xuân Nghiệp     |                  | 2013          | Cục trưởng Cục Quản lý Công nghệ, Tổng cục CNQP                       |                                                             |
| 35 | Lê Văn Ngọc         |                  | 2013          | Phó Tham mưu Trưởng Quân Chủng PK-KQ                                  |                                                             |
| 36 | Nguyễn Đức Nho      | 1957             | 2013          | Phó Tham mưu trưởng Quân chủng Hải quân                               | Chuẩn Đô đốc                                                |
| 37 | Nguyễn Hồng Quân    | 1957             | 2013          | Phó Viện trưởng Viện Chiến Lược Quốc phòng                            | Phó giáo sư                                                 |
| 38 | Nguyễn Hồng Sơn     | 1962             | 2013          | Giám đốc Bệnh viện 175                                                | Phó giáo sư                                                 |
| 39 | Nguyễn Ngọc Sơn     | 1957-            | 2013          | Phó Giám đốc Học viện Kỹ thuật Quân sự(2012-2017)                     | Nguyên Phó Tham mưu trưởng Quân khu 1                       |
| 40 | Trương Văn Tài      | 1956             | 2013          | Chỉ huy trưởng Biên phòng Tỉnh Bà Rịa Vũng Tàu                        | Phó tư lệnh Bộ đội Biên phòng(2013-2017)                    |
| 41 | Đào Ngọc Thạch      | 1957             | 2013          | Chủ tịch, Tổng Giám đốc Tổng Công ty Xuất Nhập khẩu Tổng Hợp Vạn Xuân | Kiêm Chủ tịch, Tổng Giám đốc Tổng Công ty Xăng Dầu Quân đội |
| 42 | Võ Hồng Thắng       | 1957             | 2013          | Tư lệnh Binh Đoàn 11                                                  | Cục Trưởng cục Kinh tế (2.2016-11.2017)                     |
| 43 | Nguyễn Tiến Thắng   | 1959             | 2013          | Chủ nhiệm Chính trị Bộ Đội Biên phòng (2013-nay)                      |                                                             |
| 44 | Phùng Văn Thiết     | 1958             | 2013          | Phó Hiệu trưởng Trường Sĩ quan Chính trị                              |                                                             |
| 45 | Hồ Xuân Thức        | 1957             | 2013          | Phó Cục Trưởng Cục Dân Quân - Tự Vệ, Bộ Tổng Tham mưu                 |                                                             |
| 46 | Nguyễn Trọng Thường | 1956             | 2013          | Phó Tham mưu trường Bộ đội Biên phòng                                 |                                                             |
| 47 | Nguyễn Đình Tiết    | 1957             | 2013          | Phó Cục Trưởng Cục Tác Chiến Bộ Tổng Tham mưu                         | Chánh Văn phòng BTTM (2014-2017)                            |
| 48 | Vũ Công Toàn        | 1959             | 2013          | Phó Cục trưởng Cục Tuyên huấn (2012-2014)                             | Chánh Văn phòng TCCT (2015-)                                |
| 49 | Hồ Công Tráng       | 1958-            | 2013          | Chủ nhiệm Kỹ thuật Quân khu 7                                         | Phó Chủ nhiệm Tổng cục Kỹ thuật (2013-2018)                 |
| 50 | Hoàng Quốc Trình    |                  | 2013          | Chủ nhiệm Khoa Quân chủng, Học viện Quốc phòng                        |                                                             |
| 51 | Nguyễn Huy Trung    |                  | 2013          | Phó Viện trưởng Viện Kiểm sát Quân sự Trung ương                      |                                                             |
| 52 | Nguyễn Hữu Truyền   | 1957             | 2013          | Phó Tham mưu Trưởng Quân khu 4                                        |                                                             |
| 53 | Trần Trọng Tuấn     | 1960             | 2013          | Cục Trưởng Cục Quân Khí (2011-2020)                                   |                                                             |
| 54 | Lê Thanh Tùng       | 1957             | 2013          | Cục Trưởng Cục Cửa Khẩu Bộ Đội Biên phòng (2013-)                     |                                                             |
| 55 | Nguyễn Thanh Tùng   | 1958             | 2013          | Tư lệnh Binh Chủng Hóa Học (2012-nay)                                 |                                                             |
| 56 | Trịnh Đình Tư       | 1957             | 2013          | Phó Chủ nhiệm Tổng cục Kỹ thuật (2013-2017)                           | Nguyên Phó Tham mưu trưởng Tổng cục Kỹ thuật                |
| 57 | Nguyễn Văn Tươi     | 1957             | 2013          | Cục Trưởng Cục Doanh Trại, Tổng cục Hậu cần                           |                                                             |
| 58 | Đinh Xuân Ứng       | 1959             | 2013          | Phó Chủ nhiệm Chính trị Quân khu 3                                    |                                                             |
| 59 | Đoàn Quang Xuân     | 1957             | 2013          | Phó Cục Trưởng Cục Cán bộ, Tổng cục Chính trị                         |                                                             |
| 60 | Nguyễn Viết Xuân    | 1960             | 2013          | Phó Chủ nhiệm Chính trị Quân Chủng PK-KQ                              | Phó Chính ủy Tổng cục CNQP (6.2015-nay)                     |
| 61 | Phan Văn Tường      | 1960             | 2013          | Phó Tư lệnh Quân khu 1 (2013-nay)                                     |                                                             |

### Thụ phong năm 2014
| TT | Họ tên             | Năm sinh-Năm mất | Năm thụ phong | Chức vụ khi thụ phong                                                               | Ghi chú                                          |
| -- | ------------------ | ---------------- | ------------- | ----------------------------------------------------------------------------------- | ------------------------------------------------ |
| 1  | Đỗ Thanh Bình      |                  | 2014          | Tư lệnh Binh chủng Đặc công                                                         |                                                  |
| 2  | Nguyễn Văn Bình    | 1957             | 2014          | Phó Cục trưởng Cục Cứu hộ Cứu nạn, BTTM                                             |                                                  |
| 3  | Nguyễn Phương Diện | 1957             | 2014          | Phó Cục trưởng Cục Tuyên huấn, Tổng cục Chính trị                                   |                                                  |
| 4  | Phạm Huy Dũng      | 1962             | 2014          | Cục trưởng Cục Tác chiến Điện tử (2014-nay)                                         |                                                  |
| 5  | Nguyễn Tiến Dũng   | 1957             | 2014          | Chính ủy Vùng 3 Hải quân                                                            | Chuẩn Đô đốc                                     |
| 6  | Nguyễn Bá Dương    | 1960             | 2014          | Viện trưởng Viện Khoa học Xã hội Nhân văn Quân sự                                   |                                                  |
| 7  | Lê Như Đức         | 1961             | 2014          | Phó Chủ nhiệm chính trị - BTL Bộ đội Biên phòng                                     |                                                  |
| 8  | Nguyễn Đình Được   | 1957             | 2014          | Phó Chánh Thanh tra Bộ Quốc phòng                                                   |                                                  |
| 9  | Nguyễn Khắc Hát    | 1959             | 2014          | Phó Cục trưởng Cục Quân huấn (2013-nay)                                             | Nguyên Phó TTL,TMT Quân đoàn 2 (2011-2013)       |
| 10 | Lê Trung Hải       | 1957             | 2014          | Phó Cục trưởng Cục Quân y - Bộ Quốc phòng                                           | Giáo sư, Tiến sĩ, Bác sĩ cao cấp, Nhà giáo ưu tú |
| 11 | Hà Văn Hảo         | 1958             | 2014          | Chính ủy Học viện PKKQ (2014-nay)                                                   |                                                  |
| 12 | Nguyễn Đại hội     | 1960             | 2014          | Phó Cục trưởng Cục Đối Ngoại (2011-nay)                                             |                                                  |
| 13 | Nguyễn Sỹ Hội      | 1960-            | 2014          | Phó Tư lệnh Quân khu 4 (2014-nay)                                                   | Đại biểu Quốc hội khóa 13                        |
| 14 | Nguyễn Lạc Hồng    | 1962             | 2014          | Phó Giám đốc Học viện Kỹ thuật Quân sự                                              |                                                  |
| 15 | Chu Minh Hồng      | 1957             | 2014          | Phó Cục trưởng Cục Nhà trường, Bộ Tổng Tham mưu                                     |                                                  |
| 16 | Phạm Văn Huấn      | 1960             | 2014          | Tổng Biên tập Báo Quân đội nhân dân (2014-nay)                                      | Nguyên Phó Tổng Biên tập Báo Quân đội nhân dân   |
| 17 | Lê Hùng            | 1957             | 2014          | Phó Tham mưu trưởng Quân khu 1 (8.2014-nay)                                         | Nguyên Chỉ huy trưởng Bộ CHQS tỉnh Cao Bằng      |
| 18 | Nguyễn Văn Hưng    | 1958             | 2014          | Hiệu trưởng Trường Đại học Trần Đại Nghĩa (2009-nay)                                |                                                  |
| 19 | Đặng Quốc Khánh    | 1958             | 2014          | Chính uỷ Cục Quân y - Bộ Quốc phòng                                                 |                                                  |
| 20 | Nguyễn Trọng Khánh | 1958-            | 2014          | Phó Tư lệnh,TMT Bộ Tư lệnh Bảo vệ Lăng Chủ tịch HCM                                 |                                                  |
| 21 | Phạm Văn Khánh     | 1961             | 2014          | Cục trưởng Cục Xe-Máy Tổng cục Kỹ thuật (2014-2017)                                 | Phó chủ nhiệm TCKT (2017-nay)                    |
| 22 | Nguyễn Mạnh Khuê   | 1957             | 2014          | Phó Cục trưởng Cục Dân quân Tự vệ (2012-2017)                                       |                                                  |
| 23 | Phạm Văn Lập       | 1959-            | 2014          | Cục trưởng Cục Chính trị, Tổng cục Kỹ thuật (2013-2015)                             | Phó Chính ủy Tổng cục Kỹ thuật(2015-nay)         |
| 24 | Võ Văn Lẹ          | 1958             | 2014          | Phó Chủ nhiệm chính trị Bộ đội Biên phòng                                           |                                                  |
| 25 | Đào Kim Long       |                  | 2014          | Vụ trưởng Vụ An ninh QP, Bộ Kế hoạch Đầu tư (2013-nay)                              |                                                  |
| 26 | Nguyễn Thiện Minh  |                  | 2014          | Sĩ quan biệt phái, Vụ trưởng Vụ Giáo dục Quốc phòng, Bộ Giáo dục Đào tạo (2012-nay) | Nguyên Phó Cục trưởng Cục Nhà trường             |
| 27 | Nguyễn Xuân Năng   | 1957             | 2014          | Giám đốc Bảo tàng Lịch sử Quân sự Việt Nam                                          |                                                  |
| 28 | Nguyễn Quang Phát  | 1957             | 2014          | Phó Chính ủy Học viện Chính trị (2013-nay)                                          |                                                  |
| 29 | Lê Hoàng Phúc      | 1958             | 2014          | Chỉ huy trưởng Bộ CHQS tỉnh An Giang, Quân khu 9                                    |                                                  |
| 30 | Hoàng Viết Quang   | 1957             | 2014          | Phó Cục trưởng Cục Tác chiến, BTTM                                                  |                                                  |
| 31 | Nguyễn Duy Quyền   | 1956             | 2014          | Chính ủy Quân đoàn 3 (2014-nay)                                                     |                                                  |
| 32 | Đỗ Quyết           | 1962-            | 2014          | Phó Giám đốc Học viện Quân y (2013-2014)                                            | Giám đốc Học viện Quân y (2014-nay)              |
| 33 | Nguyễn Mạnh Sử     |                  | 2014          | Chính uỷ Bệnh viện Quân y 103                                                       |                                                  |
| 34 | Lê Văn Thạo        | 1959             | 2014          | Phó Tham mưu trưởng Bộ đội Biên phòng                                               |                                                  |
| 35 | Hoàng Hữu Thế      | 1957             | 2014          | Cục trưởng Cục Chính trị Quân khu 2 (2015-nay)                                      | Nguyên Cục phó Cục Chính trị QK2                 |
| 36 | Dương Đình Thông   | 1964             | 2014          | Phó Chính ủy Quân khu 1 (2014-2018)                                                 | Chính ủy Quân khu 1 (2018-nay)                   |
| 37 | Ngô Ngọc Thu       | 1957             | 2014          | Phó Tư lệnh kiêm Tham mưu trưởng Bộ Tư lệnh Cảnh sát biển                           |                                                  |
| 38 | Ngô Thành Thư      | 1959             | 2014          | Phó Chủ nhiệm Tổng cục Hậu cần                                                      |                                                  |
| 39 | Nguyễn Đình Tiến   | 1963             | 2014          | Phó Tư lệnh Quân khu 5 (2015-nay)                                                   | Nguyên Phó Tham mưu trưởng Quân khu 5            |
| 40 | Nguyễn Gia Tiến    |                  | 2014          | Giám đốc Viện Bỏng Quốc gia                                                         |                                                  |
| 41 | Đặng Văn Tráng     |                  | 2014          | Phó Cục trưởng Cục Quân huấn (2013-nay)                                             |                                                  |
| 42 | Phạm Xuân Trạo     | 1958             | 2014          | Phó Hiệu trưởng Trường Sĩ quan lục quân 2 (2014-nay)                                |                                                  |
| 43 | Vũ Bá Trung        | 1961-            | 2014          | Chủ nhiệm Chính trị Tổng cục Hậu cần                                                | Phó Chính ủy Tổng cục Hậu cần                    |
| 44 | Trần Hoài Trung    | 1965             | 2014          | Cục trưởng Cục Tuyên huấn (2014-2017)                                               | Chính ủy Hải Quân (2017-nay)                     |
| 45 | Lê Xuân Trường     |                  | 2014          | Cục trưởng Cục Cơ yếu, Bộ Tổng Tham mưu                                             |                                                  |
| 46 | Nguyễn Xuân Tùng   |                  | 2014          | Phó Tư lệnh Binh chủng Công binh                                                    | Giám đốc Ban Quản lý Dự án 47 (2014-)            |
| 47 | Nguyễn Hoàng Tuyến | 1957             | 2014          | Hiệu trường Trường Sĩ quan Thông tin                                                |                                                  |
| 48 | Nguyễn Học Từ      | 1956             | 2014          | Chính ủy Trường Đại học Văn hóa Nghệ thuật Quân đội                                 |                                                  |
| 49 | Hồ Bá Vinh         | 1958             | 2014          | Phó Cục trưởng Cục Tuyên huấn, Tổng cục Chính trị                                   |                                                  |
| 50 | Hoàng Công Vĩnh    | 1957             | 2014          | Phó Tổng Giám đốc Tập đoàn Viễn thông Quân đội                                      |                                                  |
| 51 | Hà Tuấn Vũ         | 1959             | 2014          | Chính uỷ Quân đoàn 2 (2014-2016)                                                    | Chính ủy Học viện Hậu cần (2016-nay)             |
| 52 | Nguyễn Hữu Xuân    | 1956             | 2014          | Phó Cục trưởng Cục Tổ chức                                                          | Cục trưởng Cục Tổ chức (2014-)                   |

### Thụ phong năm 2015
| TT | Họ tên            | Năm sinh-Năm mất | Năm thụ phong | Chức vụ khi thụ phong                                               | Ghi chú                                                                               |
| -- | ----------------- | ---------------- | ------------- | ------------------------------------------------------------------- | ------------------------------------------------------------------------------------- |
| 1  | Nguyễn Doãn Anh   | 1967             | 2015          | Tư lệnh Bộ Tư lệnh Thủ đô (2015-nay)                                | Trung tướng (2019)                                                                    |
| 2  | Ngô Văn Bích      | 1957             | 2015          | Cục trưởng Cục Dân vận, TCCT (2014-nay)                             |                                                                                       |
| 3  | Nguyễn Văn Bổng   | 1966             | 2015          | Chính ủy Quân đoàn 1 (2015-2016)                                    | Cục trưởng Cục Tổ chức (2016-2018) Chánh Văn phòng BQP (2018-nay), Trung tướng (2019) |
| 4  | Đỗ Tất Chuẩn      |                  | 2015          | Tư lệnh Binh chủng Pháo binh (9.2015-nay)                           |                                                                                       |
| 5  | Nguyễn Hữu Chí    | 1960             | 2015          | Phó Tư lệnh Quân chủng PK-KQ (2015-nay)                             | Nguyên Phó TMT QC PK-KQ, Sư đoàn trưởng Sư đoàn 365                                   |
| 6  | Phan Bá Dân       | 1959             | 2015          | Phó Chủ nhiệm Tổng cục Hậu cần (2014-nay)                           |                                                                                       |
| 7  | Trần Duy Giang    |                  | 2015          | Tư lệnh Quân đoàn 1 (2015-2017)                                     | Chủ nhiệm TCHC (2018-nay)                                                             |
| 8  | Ngô Văn Giao      | 1962             | 2015          | Phó Chủ nhiệm Tổng cục CNQP (2014-nay)                              | Phó Giáo sư, Tiến sĩ                                                                  |
| 9  | Lê Thanh Hà       |                  | 2015          | Chính ủy Binh chủng Đặc công (2015-nay)                             |                                                                                       |
| 10 | Nguyễn Nam Hải    | 1961             | 2015          | Giám đốc Học viện Kỹ thuật Mật mã                                   | Phó Trưởng ban Cơ yếu Chính phủ (2016-nay)                                            |
| 11 | Hoàng Công Hàm    | 1960             | 2015          | Phó Tư lệnh Quân khu 1 (2015-nay)                                   |                                                                                       |
| 12 | Nguyễn Xuân Hải   |                  | 2015          | Cục trưởng Cục Quân nhu, TCHC                                       |                                                                                       |
| 13 | Bùi Văn Hinh      |                  | 2015          | Phó Cục trưởng Cục Quân huấn, Bộ Tổng Tham mưu (2015-nay)           |                                                                                       |
| 14 | Vũ Sơn Hoàng      | 1959             | 2015          | Phó Chủ nhiệm Chính trị Quân khu 2                                  |                                                                                       |
| 15 | Lương Việt Hùng   | 1962             | 2015          | Tư lệnh Vùng 2 Hải quân (2014-2017)                                 | Phó tư lệnh QC Hải Quân (2017-nay)                                                    |
| 16 | Trần Mạnh Kha     |                  | 2015          | Phó Tham mưu trưởng Quân khu 3                                      |                                                                                       |
| 17 | Hoàng Kỳ Lân      | 1960             | 2015          | Phó Viện trưởng Viện Chiến lược Quốc phòng                          | PGS. TS                                                                               |
| 18 | Lê Đức Mạnh       |                  | 2015          | Phó Cục trưởng Cục Cán bộ, Tổng cục Chính trị                       |                                                                                       |
| 19 | Phan Thanh Minh   | 1958             | 2015          | Phó Tư lệnh BTL Cảnh sát biển                                       |                                                                                       |
| 20 | Lê Kỳ Nam         | 1959             | 2015          | Phó Giám đốc Học viện Kỹ thuật Quân sự (2014-nay)                   | Phó Giáo sư, Tiến sĩ                                                                  |
| 21 | Nguyễn Văn Nghĩa  |                  | 2015          | Tư lệnh Quân đoàn 2 (2015-2017) PTL-TMT QK2 (2017-2018)             | Cục Trưởng Cục Quân Lực (6.2018-nay)                                                  |
| 22 | Hoàng Đăng Nhiễu  | 1960             | 2015          | Phó Tư lệnh Bộ Tư lệnh BĐBP                                         |                                                                                       |
| 23 | Vũ Nam Phong      | 1959             | 2015          | Phó Cục trưởng Cục Tổ chức, TCCT (2014-nay)                         |                                                                                       |
| 24 | Hoàng Văn Sâm     |                  | 2015          | Phó Chánh Văn phòng Quân ủy Trung ương-Văn phòng Bộ Quốc phòng      |                                                                                       |
| 25 | Vũ Văn Sỹ         |                  | 2015          | Tư lệnh Quân đoàn 3 (2015-2018) Cục trưởng Cục Quân huấn (2018-nay) |                                                                                       |
| 26 | Phùng Sĩ Tấn      | 1966             | 2015          | Phó Tư lệnh, TMT Quân khu 2 (6.2015-11.2016)                        | Tư lệnh Quân khu 2 (12.2016-nay)                                                      |
| 27 | Huỳnh Chiến Thắng | 1965             | 2015          | Phó Chính ủy Quân khu 9 (2014-8.2015)                               | Chính ủy Quân khu 9 (8.2015-nay)                                                      |
| 28 | Nguyễn Văn Thế    |                  | 2015          | Phó Giám đốc Học viện Chính trị                                     |                                                                                       |
| 29 | Phạm Đức Thọ      |                  | 2015          | Chính ủy Binh chủng Hóa học (2015-2018)                             | Phó Chính ủy Học viện Chính ủy (2018-nay)                                             |
| 30 | Nguyễn Thế Thức   |                  | 2015          | Phó Hiệu trưởng Trường Sĩ quan Lục quân 2                           | Phó Giáo sư, Tiến sĩ                                                                  |
| 31 | Ngô Minh Tiến     | 1962-            | 2015          | Phó Tư lệnh Quân khu 1 (2015-2016)Tư lệnh Quân khu 1 (2016-2018)    | Phó Tổng tham mưu trưởng (2018-nay)                                                   |
| 32 | Vũ Mạnh Trí       | 1959             | 2015          | Chính ủy Binh chủng Tăng-Thiết giáp                                 |                                                                                       |
| 33 | Quản Văn Trung    |                  | 2015          | Chính ủy Học viện Khoa học Quân sự                                  |                                                                                       |
| 34 | Hồ Thanh Tự       | 1959             | 2015          | Cục trưởng Cục Chính trị, Bộ Tổng Tham mưu (2015-nay)               |                                                                                       |

### Thụ phong năm 2016
| Thứ tự | Họ tên             | Năm sinh - Năm mất | Năm thụ phong | Chức vụ khi thụ phong                                          | Ghi chú                                                  |
| ------ | ------------------ | ------------------ | ------------- | -------------------------------------------------------------- | -------------------------------------------------------- |
| 1      | Nguyễn Văn Bạo     |                    | 2016          | Giám đốc Học viện Chính trị (2016-nay)                         |                                                          |
| 2      | Phạm Đức Lâm       |                    | 2016          | Phó Giám đốc Học viện Chính trị (2016-nay)                     | nguyên Phó Tham mưu trưởng Quân khu 3                    |
| 3      | Nguyễn Ngọc Cả     | 1962               | 2016          | Phó Giám đốc Học viện Lục quân (2015-2018) PGS.TS              | Hiệu trưởng Trường SQLQ 2 (2018-nay)                     |
| 4      | Đỗ Văn Thiện       |                    | 2016          | Chính ủy Quân đoàn 1 (2016-2018)                               | Chính ủy Trường SQLQ1 (2018-nay)                         |
| 5      | Phạm Tiến Dũng     |                    | 2016          | Chính ủy Quân đoàn 4 (2016-2017)                               | Chính ủy Học viện Chính trị (2017-nay)                   |
| 6      | Phạm Ngọc Thắng    |                    | 2016          | Phó Chính ủy Học viện Kỹ thuật Quân sự (2017-nay)              |                                                          |
| 7      | Trần Đình Hướng    |                    | 2016          | Phó Giám đốc Học viện Hậu cần                                  |                                                          |
| 8      | Bùi Anh Chung      |                    | 2016          | Phó Tư lệnh Quân chủng PK-KQ                                   |                                                          |
| 9      | Hồ Văn Đức         |                    | 2016          | Phó Chính ủy Quân chủng PK-KQ(2015-2018)                       | Chính ủy Bộ Tư lệnh Tác chiến không gian mạng (2018-nay) |
| 10     | Nguyễn Quang Tuyến |                    | 2016          | Phó Tư lệnh Quân chủng PK-KQ                                   |                                                          |
| 11     | Hoàng Hồng Hà      |                    | 2016          | Phó Tư lệnh Quân chủng Hải quân                                | Chuẩn Đô đốc                                             |
| 12     | Nguyễn Trọng Bình  | 1965               | 2016          | Phó Tư lệnh-TMT Quân chủng Hải quân                            | Chuẩn Đô đốc                                             |
| 13     | Phạm Văn Vững      |                    | 2016          | Chủ nhiệm Chính trị Quân chủng Hải quân                        | Chuẩn Đô đốc                                             |
| 14     | Trần Ngọc Quyết    |                    | 2016          | Tư lệnh Vùng 1 HQ                                              | Chuẩn Đô đốc                                             |
| 15     | Phạm Văn Quang     |                    | 2016          | Chính ủy Vùng 1 HQ                                             | Chuẩn Đô đốc                                             |
| 16     | Nguyễn Phong Cảnh  |                    | 2016          | Chính ủy Vùng 2 HQ                                             | Chuẩn Đô đốc                                             |
| 17     | Đỗ Quốc Việt       |                    | 2016          | Tư lệnh Vùng 3 HQ                                              | Chuẩn Đô đốc                                             |
| 18     | Nguyễn Đức Vượng   |                    | 2016          | Chính ủy Vùng 4 HQ                                             | Chuẩn Đô đốc                                             |
| 19     | Phạm Mạnh Hùng     |                    | 2016          | Tư lệnh Vùng 5 HQ                                              | Chuẩn Đô đốc                                             |
| 20     | Đoàn Văn Chiều     |                    | 2016          | Chính ủy Vùng 5 HQ                                             | Chuẩn Đô đốc                                             |
| 21     | Doãn Bảo Quyết     | 1968               | 2016          | Phó Chính ủy Cảnh sát biển (2015-nay)                          |                                                          |
| 22     | Bùi Trung Dũng     |                    | 2016          | Phó Tư lệnh Cảnh sát biển (2014-nay)                           |                                                          |
| 23     | Nguyễn Quốc Dũng   | 1960               | 2016          | Tư lệnh Binh Đoàn 11                                           |                                                          |
| 24     | Nguyễn Anh Tuấn    | 1968               | 2016          | Tư lệnh Tổng công ty Xây dựng Trường Sơn                       | nguyên phó tư lệnh BC Công Binh                          |
| 25     | Phạm Ngọc Tuấn     |                    | 2016          | Tư lệnh Binh đoàn 16                                           |                                                          |
| 26     | Bùi Duy Hùng       |                    | 2017          | Ủy viên chuyên trách Ủy ban Kiểm Tra Quân Ủy TW (2016-nay)     |                                                          |
| 27     | Vũ Đình Hữu        |                    | 2016          | Ủy viên chuyên trách Ủy ban Kiểm Tra Quân Ủy TW (2016-nay)     |                                                          |
| 28     | Phùng Ngọc Sơn     |                    | 2016          | Tư lệnh Binh chủng Công binh (2016-nay)                        |                                                          |
| 29     | Hà Văn Cử          |                    | 2016          | Tư lệnh Binh chủng Hóa học                                     |                                                          |
| 30     | Cao Đình Kiếm      |                    | 2016          | Chính ủy Bộ Tư lệnh Bảo vệ Lăng Chủ tịch Hồ Chí Minh           |                                                          |
| 31     | Đinh Thế Cường     |                    | 2016          | Tư lệnh Bộ Tư lệnh Tác chiến không gian mạng                   |                                                          |
| 32     | Trương Đức Nghĩa   |                    | 2016          | Cục trưởng Cục Cứu hộ Cứu nạn (2015-2018)                      | Phó giám đốc Học viện Quốc phòng (Việt Nam) (2018-nay)   |
| 33     | Dương Đức Thiện    |                    | 2016          | Cục trưởng Cục Bảo vệ An ninh Quân đội                         |                                                          |
| 34     | Nguyễn Minh Tuấn   |                    | 2016          | Viện trưởng Viện Khoa học và Công nghệ Quân sự BQP             |                                                          |
| 35     | Trần Duy Hưng      | 1964               | 2016          | Chủ nhiệm Chính trị Tổng cục Kỹ thuật (2015-nay)               |                                                          |
| 36     | Võ Tá Quế          | 1961               | 2016          | Phó Chủ nhiệm Tổng cục Kỹ thuật (2016-nay)                     |                                                          |
| 37     | Nguyễn Hùng Thắng  |                    | 2016          | Phó Chủ nhiệm TMT Tổng cục Hậu cần (2016-nay)                  |                                                          |
| 38     | Hồ Quang Tuấn      |                    | 2016          | Phó Chủ nhiệm TMT Tổng cục Công nghiệp Quốc phòng              |                                                          |
| 39     | Trịnh Văn Quyết    | 1966               | 2016          | Chính ủy Quân khu 2                                            |                                                          |
| 40     | Phạm Đức Duyên     |                    | 2016          | Phó Chính ủy Quân khu 2                                        |                                                          |
| 41     | Nguyễn Hồng Thái   | 1969               | 2016          | Phó TL QK2 (2016-2018) Phó Tư lệnh TMT QK2 (2018-nay)          |                                                          |
| 42     | Hoàng Ngọc Dũng    | 1961               | 2016          | Phó Tư lệnh Quân khu 2 (2016-nay)                              |                                                          |
| 43     | Đỗ Phương Thuấn    |                    | 2016          | Phó Tư lệnh Quân khu 3 (2016-nay)                              |                                                          |
| 44     | Trần Võ Dũng       | 1965               | 2016          | Chủ nhiệm Chính trị QK4(2013-2016) Chính ủy Quân khu 4 (2017-) | Chính ủy Quân đoàn 2 (2016-2017)                         |
| 45     | Lê Ngọc Nam        | 1965               | 2016          | Chủ nhiệm Chính trị Quân khu 5 (2016-nay)                      |                                                          |
| 46     | Thái Đại Ngọc      | 1966               | 2016          | Phó Tư lệnh Quân khu 5 (2016-nay)                              |                                                          |
| 47     | Ngô Tuấn Nghĩa     | 1962               | 2016          | Chính ủy BTL Thành phố Hồ Chí Minh (12/2016-nay)               |                                                          |
| 48     | Phạm Thành Tâm     | 1960               | 2016          | Phó Tư lệnh Quân khu 9 (2016-nay)                              |                                                          |
| 49     | Nguyễn Xuân Dắt    |                    | 2016          | Phó Tư lệnh Quân khu 9 (2016-nay)                              |                                                          |

### Thụ phong năm 2017
| Thứ tự | Họ tên            | Năm sinh - Năm mất | Năm thụ phong | Chức vụ khi thụ phong                                                     | Ghi chú                                                                   |
| ------ | ----------------- | ------------------ | ------------- | ------------------------------------------------------------------------- | ------------------------------------------------------------------------- |
| 1      | Lê Xuân Cát       |                    | 2017          | Chính ủy Binh chủng Công binh                                             |                                                                           |
| 2      | Nguyễn Huy Cảnh   |                    | 2017          | Tư lệnh Quân đoàn 2                                                       |                                                                           |
| 3      | Nguyễn Đức Căn    |                    | 2017          | Phó Cục trưởng Cục Tác chiến, Bộ Tổng Tham mưu                            |                                                                           |
| 4      | Đoàn Văn Chiều    |                    | 2017          | Chính ủy Vùng 5 Hải quân (2014-2017)                                      | Chuẩn Đô đốc                                                              |
| 5      | Bùi Công Chức     |                    | 2017          | Chủ nhiệm Chính trị Quân khu 3                                            |                                                                           |
| 6      | Lê Hồng Dũng      |                    | 2017          | Phó Chủ nhiệm Tổng cục Hậu cần (2017-nay)                                 |                                                                           |
| 7      | Trần Minh Đức     | 1966-              | 2017          | Cục trưởng Cục Xe-Máy, Tổng cục Kỹ thuật                                  |                                                                           |
| 8      | Mai Trọng Định    |                    | 2017          | Chính ủy Vùng 3 Hải quân                                                  | Chuẩn Đô đốc                                                              |
| 9      | Du Trường Giang   |                    | 2017          | Phó Tư lệnh Quân khu 7                                                    |                                                                           |
| 10     | Lê Văn Huyên      |                    | 2017          | Cục trưởng Cục Tổ chức Tổng cục Chính trị                                 |                                                                           |
| 11     | Bùi Duy Hùng      |                    | 2017          | Ủy viên chuyên trách Ủy ban Kiểm tra Quân ủy Trung ương (2016-nay)        | Nguyên Chính ủy Cục Kỹ thuật Quân chủng PKKQ                              |
| 12     | Nguyễn Đức Hóa    |                    | 2017          | Phó Chính ủy Quân khu 4                                                   |                                                                           |
| 13     | Nguyễn Hồng Hải   | 1965-              | 2017          | Phó Tư lệnh Quân khu 9                                                    |                                                                           |
| 14     | Nguyễn Thanh Hải  |                    | 2017          | Phó Tham mưu trưởng Quân khu 9                                            |                                                                           |
| 15     | Vũ Văn Kha        |                    | 2017          | Phó Tư lệnh TMT Quân chủng PK-KQ (2017-nay)                               |                                                                           |
| 16     | Tạ Quang Khải     |                    | 2017          | Phó Viện trưởng Viện Kiểm sát Quân sự Trung ương                          | Phó Viện trưởng phụ trách Viện Kiểm sát Quân sự Trung ương (từ 1/10/2019) |
| 17     | Trần Văn Kình     | 1966               | 2017          | Phó Tư lệnh Tham mưu trưởng Quân khu 1                                    |                                                                           |
| 18     | Nguyễn Đình Lưu   |                    | 2017          | Phó Tư lệnh Bộ Tư lệnh Thủ đô Hà Nội                                      |                                                                           |
| 19     | Đặng Xuân Liêm    |                    | 2017          | Phó Cục trưởng Cục Cán bộ, Tổng cục Chính trị                             |                                                                           |
| 20     | Nguyễn Viết Lượng |                    | 2017          | Phó Chính uỷ Học viện Quân y Việt Nam                                     |                                                                           |
| 21     | Đậu Văn Nậm       |                    | 2017          | Phó Chính ủy Học viện Lục quân (Việt Nam)                                 |                                                                           |
| 22     | Nguyễn Văn Nam    |                    | 2017          | Phó Tư lệnh Quân khu 7                                                    |                                                                           |
| 23     | Nguyễn Văn Nghĩa  |                    | 2017          | Phó CNCT Quân khu 9, Bí thư Đảng ủy                                       |                                                                           |
| 24     | Nguyễn Quang Ngọc | 1968               | 2017          | Phó Tư lệnh Quân khu 3 (12.2016-nay)                                      |                                                                           |
| 25     | Phạm Quang Ngân   | 1965               | 2017          | Chánh Văn phòng Bộ Tổng Tham mưu (2017-nay)                               |                                                                           |
| 26     | Lương Hồng Phong  | 1960               | 2017          | Ủy viên chuyên trách UBKT Quân Ủy TW (2016-nay)                           |                                                                           |
| 27     | Trần Minh Phong   |                    | 2017          | Phó Giám đốc Học viện Quân y Việt Nam                                     |                                                                           |
| 28     | Nguyễn Văn Quý    |                    | 2017          | Phó Chủ nhiệm Chính trị Quân khu 3, Bí thư Đảng ủy                        |                                                                           |
| 29     | Lưu Sỹ Quý        |                    | 2017          | Cục trưởng Cục Tài chính, Bộ Quốc phòng                                   |                                                                           |
| 30     | Nguyễn Xuân Sơn   |                    | 2017          | Chính ủy Quân đoàn 4                                                      |                                                                           |
| 31     | Trần Đình Thăng   |                    | 2017          | Cục trưởng Cục Kinh tế                                                    |                                                                           |
| 32     | Trần Ngọc Tuấn    | 1966               | 2017          | Chủ nhiệm Chính trị Quân khu 2                                            |                                                                           |
| 33     | Bùi Viết Thi      |                    | 2017          | Phó cục trưởng Cục Dân quân Tự vệ Bộ Tổng tham mưu                        |                                                                           |
| 34     | Lê Mạnh Tiến      |                    | 2017          | Phó cục trưởng Cục Cứu hộ Cứu nạn                                         |                                                                           |
| 35     | Hà Xuân Trường    |                    | 2017          | Hiệu trưởng Học viện Phòng không - Không quân                             |                                                                           |
| 36     | Phùng Quốc Tuấn   |                    | 2017          | Phó Chính ủy Bộ đội Biên phòng                                            |                                                                           |
| 37     | Lê Đức Thái       | 1967               | 2017          | Phó Tư lệnh Bộ đội Biên phòng Việt Nam                                    |                                                                           |
| 38     | Phạm Xuân Thuyết  | 1964               | 2017          | Tư lệnh Quân đoàn 4                                                       |                                                                           |
| 39     | Khúc Đăng Tuấn    |                    | 2017          | Tư lệnh Binh chủng Thông tin Liên lạc                                     |                                                                           |
| 40     | Hoàng Quang Thuận |                    | 2017          | Chính ủy Binh chủng Pháo binh                                             |                                                                           |
| 41     | Nguyễn Văn Thăng  | 1960               | 2017          | Chính ủy Bộ Tư lệnh Vùng Cảnh sát biển 1                                  |                                                                           |
| 42     | Hà Tân Tiến       | 1962               | 2017          | Phó Tư lệnh Quân khu 4                                                    |                                                                           |
| 43     | Ngô Doãn Tạo      |                    | 2017          | Phó Cục trưởng Cục Chính trị Quân chủng PK-KQ, Bí thư Đảng ủy Cục (2016-) |                                                                           |
| 44     | Cao Minh Tiến     |                    | 2017          | Chính ủy Học viện Kỹ thuật Quân sự                                        |                                                                           |
| 45     | Nguyễn Quốc Việt  |                    | 2017          | Cục trưởng Cục Doanh trại, Tổng cục Hậu cần (2017-nay)                    |                                                                           |
| 46     | Trần Văn Vương    | 1966               | 2017          | Cục trưởng Cục Chính trị thuộc Tổng cục Chính trị                         |                                                                           |
| 47     | Lê Quang Xuân     |                    | 2017          | Chính ủy Quân đoàn 3                                                      |                                                                           |
| 48     | Lý Minh Thành     |                    | 2017          | Phó Tư lệnh Quân chủng PKKQ                                               |                                                                           |

### Thụ phong năm 2018
| Thứ tự | Họ tên             | Năm sinh - Năm mất | Năm thụ phong | Chức vụ khi thụ phong                                              | Ghi chú                                                  |
| ------ | ------------------ | ------------------ | ------------- | ------------------------------------------------------------------ | -------------------------------------------------------- |
| 1      | Nguyễn Tiến Thành  |                    | 2018          | Phó Chánh Thanh tra Bộ Quốc phòng                                  |                                                          |
| 2      | Hàn Mạnh Thắng     |                    | 2018          | Phó Chánh Văn phòng Quân ủy Trung ương (2013 - nay)                | kiêm Vụ trưởng Vụ Pháp chế,                              |
| 3      | Nguyễn Văn Đức     |                    | 2018          | Cục trưởng Cục Tuyên huấn (2018-nay)                               |                                                          |
| 4      | Nguyễn Hoài Phương | 1964-              | 2018          | Phó Tư lệnh Bộ đội Biên phòng (2018-)                              |                                                          |
| 5      | Nguyễn Anh Tuấn    |                    | 2018          | Phó Tư lệnh Quân khu 1 (2018-nay)                                  |                                                          |
| 6      | Hà Thọ Bình        | 1968-              | 2018          | Phó Tư lệnh TMT Quân khu 4 (2018-nay)                              |                                                          |
| 7      | Võ Văn Thi         | 1964-              | 2018          | Phó Tư lệnh Quân khu 7 (2018-nay)                                  |                                                          |
| 8      | Đoàn Thanh Xuân    | 1963-              | 2018          | Phó Chính ủy Quân khu 9 (2019-nay)                                 |                                                          |
| 9      | Hoàng Xuân Dũng    |                    | 2018          | Chính ủy Binh chủng Hóa học                                        |                                                          |
| 10     | Doãn Thái Đức      | 1966-              | 2018          | Tư lệnh Quân đoàn 1 (2018-nay)                                     |                                                          |
| 11     | Nguyễn Văn Hùng    |                    | 2018          | Chính ủy Quân đoàn 1 (2018-nay)                                    |                                                          |
| 12     | Trần Anh Du        |                    | 2018          | Phó Tham mưu trưởng Quân khu 2 (2017-nay)                          | Chỉ huy trưởng BCHQS tỉnh Tuyên Quang                    |
| 13     | Ngô Thanh Hải      |                    | 2018          | Cục trưởng Cục Dân vận (2017-nay)                                  |                                                          |
| 14     | Vũ Đức Long        |                    | 2018          | Phó chính ủy Trường Sĩ quan Lục quân 2 (2017 - nay)                | Phó chính ủy Quân đoàn 4 (2015-2017)                     |
| 15     | Bùi Huy Biết       |                    | 2018          | Chính ủy Quân đoàn 3 (2018-nay)                                    |                                                          |
| 16     | Nguyễn Trọng Triển |                    | 2018          | Chính ủy Quân đoàn 2 (11.2017-nay)                                 |                                                          |
| 17     | Thái Văn Minh      |                    | 2018          | Tư lệnh Quân đoàn 3 (2018-nay)                                     |                                                          |
| 18     | Phạm Kim Hậu       |                    | 2018          | Phó Tư lệnh TMT Cảnh Sát biển (2015-nay)                           |                                                          |
| 19     | Nguyễn Văn Gấu     |                    | 2018          | Chủ nhiệm Chính trị Quân khu 9 (2018-nay)                          |                                                          |
| 20     | Nguyễn Văn Tín     |                    | 2018          | Phó cục trưởng Cục Tuyên huấn (2016-nay)                           |                                                          |
| 21     | Nguyễn Hoàng Nhiên |                    | 2018          | Viện trưởng Viện Lịch sử Quân sự (2016-nay)                        |                                                          |
| 22     | Đào Tuấn Anh       |                    | 2018          | Phó tư lệnh Quân khu 3 (1.2017-nay)                                |                                                          |
| 23     | Đỗ Văn Bảnh        |                    | 2018          | Chủ nhiệm Chính trị Quân khu 7 (2018-nay)                          |                                                          |
| 24     | Trần Minh Thanh    |                    | 2018          | Chủ nhiệm Chính trị Quân khu 4 (2017-nay)                          |                                                          |
| 25     | Trần Tuấn Tú       |                    | 2018          | Phó giám đốc Học viện Kỹ thuật Quân sự (2017-nay)                  | Phó Tư lệnh TMT Binh chủng Tăng - Thiết giáp (2013-2017) |
| 26     | Phạm Tuấn Anh      |                    | 2018          | Cục trưởng Cục Tiêu chuẩn Đo lường Chất lượng (2018-nay)           |                                                          |
| 27     | Nguyễn Văn Lâm     |                    | 2018          | Giám đốc Học viện Hải quân (Việt Nam) (8/2017-nay)                 | Chuẩn Đô đốc                                             |
| 28     | Phạm Khắc Lượng    |                    | 2018          | Tư lệnh Vùng 2 Hải Quân (2017-nay)                                 | Chuẩn Đô đốc                                             |
| 29     | Lê Văn Huyên       |                    | 2018          | Cục trưởng Cục Tổ chức (2017-nay)                                  | Phó chính ủy Quân khu Thủ đô (2015-2017)                 |
| 30     | Nguyễn Xuân Yêm    |                    | 2018          | Phó chính ủy Quân khu Thủ đô (2017-nay)                            |                                                          |
| 31     | Trần Hữu Nam       |                    | 2018          | Phó cục trưởng Cục Tác chiến (2018-nay)                            | Phó Tham mưu trưởng QC PK KQ                             |
| 32     | Phạm Đức Tú        |                    | 2018          | Phó cục trưởng Cục Nhà trường                                      | PGS.TS                                                   |
| 33     | Nguyễn Kim Tôn     |                    | 2018          | Giám đốc Trung tâm Phát thanh-Truyền hình Quân đội (2018-nay)      |                                                          |
| 34     | Đỗ Hồng Lâm        |                    | 2018          | Tổng biên tập Tạp chí Quốc phòng toàn dân (2018-nay)               |                                                          |
| 35     | Tống Viết Trung    | 1962               | 2018          | Phó Tư lệnh BTL 86 (BTL Tác chiến không gian mạng)                 | Phó tổng giám đốc viettel (2009-2018)                    |
| 36     | Bùi Tố Việt        |                    | 2019          | Phó Chính ủy Quân chủng PK-KQ (2018-nay)                           |                                                          |
| 37     | Trần Hữu Thoan     |                    | 2018          | Phó Chính ủy BTL 86 (BTL Tác chiến không gian mạng)                | nguyên phó tư lệnh Binh Chủng thông tin                  |
| 38     | Trần Ngọc Quyến    |                    | 2018          | Chủ nhiệm chính trị Quân chủng Phòng không - Không quân (2017-nay) | nguyên Chính ủy sư đoàn 365                              |
| 39     | Trần Hồng Công     |                    | 2018          | Phó cục trưởng Cục Tác chiến (2017-nay)                            |                                                          |
| 40     | Nguyễn Minh Tân    | 1986               | 2018          | Trưởng Phòng 73 Tổng cục tình báo (2017-nay)                       |                                                          |

### Thụ phong năm 2019
| Thứ tự | Họ tên            | Năm sinh - Năm mất | Năm thụ phong | Chức vụ khi thụ phong                                   | Ghi chú                                        |
| ------ | ----------------- | ------------------ | ------------- | ------------------------------------------------------- | ---------------------------------------------- |
| 1      | Nguyễn Đăng Bảo   |                    | 2019          | Phó Tham mưu trưởng Quân khu 1                          |                                                |
| 2      | Nguyễn Văn Bình   | 1963               | 2019          | Phó Chính ủy Tổng cục Kỹ thuật (2019-nay)               | Chủ nhiệm chính trị Tổng cục (2017-2019)       |
| 3      | Nguyễn Đình Chiêu |                    | 2019          | Phó Chính ủy Quân khu 1 (2018-nay)                      |                                                |
| 4      | Phạm Hồng Chương  | 1964               | 2019          | Phó Tư lệnh-Tham mưu trưởng Quân khu 2 (4.2019-9.2019)  | Tư lệnh Quân khu 2 (9.2019-nay)                |
| 5      | Lương Quang Cương |                    | 2019          | Phó Cục trưởng Cục Dân quân Tự vệ (2017-nay)            |                                                |
| 6      | Nguyễn Văn Chung  |                    | 2019          | Phó Giám đốc Trường Đại học Chính trị (2018-nay)        |                                                |
| 7      | Nguyễn Quốc Duyệt | 1968               | 2019          | Phó Tư lệnh Quân khu 3 (2019)                           | Tư lệnh Bộ Tư lệnh Thủ đô Hà Nội (2019- nay)   |
| 8      | Kim Ngọc Đại      |                    | 2019          | Phó Giám đốc Trường Đại học Chính trị (2019-nay)        |                                                |
| 9      | Chu Văn Đoàn      |                    | 2019          | Cục trưởng Cục Chính trị, Bộ Tổng Tham mưu (2019-nay)   |                                                |
| 10     | Nguyễn Xuân Điệp  |                    | 2019          | Phó chính ủy Trường Sĩ Quan Lục Quân 1 (2016-nay)       |                                                |
| 11     | Nguyễn Đắc Hải    |                    | 2019          | Phó Chủ nhiệm Tổng cục Công nghiệp Quốc phòng(2017-nay) |                                                |
| 12     | Phạm Kim Hậu      |                    | 2019          | Phó Tư lệnh-TMT Cảnh sát biển Việt Nam (2015-nay)       |                                                |
| 13     | Ngô Quang Hưng    |                    | 2019          | Phó Chủ nhiệm Chính trị Quân khu 1                      |                                                |
| 14     | Mai Quốc Hưng     |                    | 2019          | Phó Giám đốc Trường Đại học Chính trị (2019-nay)        |                                                |
| 15     | Nguyễn Văn Hiền   |                    | 2019          | Phó Tư lệnh Quân chủng PK-KQ (2018-nay)                 |                                                |
| 16     | Phan Tuấn Hùng    |                    | 2019          | Tư lệnh Bộ Tư lệnh Vùng 4 (2019-nay)                    |                                                |
| 17     | Đăng Văn Hùng     |                    | 2019          | Phó Tham mưu trưởng Quân khu 7                          |                                                |
| 18     | Nguyễn Mạnh Khải  |                    | 2019          | Cục trưởng Cục Phòng không Lục quân (2018-nay)          |                                                |
| 19     | Nguyễn Xuân Kiên  |                    | 2019          | Cục trưởng Cục Quân y (2018-nay)                        | nguyên Giám đốc bệnh viện 87                   |
| 20     | Nguyễn Văn Man    | 1966-2020          | 2019          | Phó Tư lệnh Quân khu 4 (2019-2020)                      | Hy sinh tại Thừa Thiên Huế tháng 10 năm 2020   |
| 21     | Dương Xuân Nam    | 1964               | 2019          | Cục trưởng Cục Kỹ thuật Binh chủng (2019-nay)           |                                                |
| 22     | Trần Thanh Nghiêm | 1970               | 2019          | Tư lệnh Bộ Tư lệnh Vùng 4 (2018-2019)                   | Phó Tư lệnh-TMT Quân chủng Hải quân (2019-nay) |
| 23     | Lê Xuân Sang      |                    | 2019          | Phó Cục trưởng Cục Tuyên huấn Tổng cục Chính trị        |                                                |
| 24     | Bùi Hải Sơn       | 1963               | 4/2020        | Tư lệnh BTL Lăng Chủ tịch HCM (2018-nay)                |                                                |
| 25     | Hoàng Sơn         | 1962               | 2019          | Phó Tổng Giám đốc Tập đoàn Viettel (2014-nay)           |                                                |
| 26     | Lê Hồng Sơn       |                    | 2019          | Phó Tham mưu trưởng Quân chủng PK-KQ                    |                                                |
| 27     | Nguyễn Thế Tốt    |                    | 2019          | Phó Tham mưu trưởng Quân chủng Hải quân                 | Chuẩn Đô đốc                                   |
| 28     | Ngô Văn Thuân     |                    | 2019          | Phó Chủ nhiệm Chính trị Quân chủng Hải quân (2019-nay)  | Nguyên Chính ủy Vùng 5 Hải quân (2017-2019)    |
| 29     | Nguyễn Quốc Tuấn  |                    | 2019          | Chủ nhiệm Chính trị Quân khu 3 (2019-nay)               |                                                |
| 30     | Trần Quốc Thái    |                    | 2019          | Phó Giám đốc Học viện Lục quân (2018-nay)               |                                                |
| 31     | Lê Đức Thảo       |                    | 2019          | Phó Hiệu trưởng Trường Đại học Nguyễn Huệ (2019-nay)    |                                                |
| 32     | Phạm Nghĩa Tình   |                    | 2019          | Phó Giám đốc Học viện Hậu cần (Việt Nam) (2019-nay)     |                                                |
| 33     | Dương Văn Thăng   | 1969               | 2019          | Chánh án Tòa án Quân sự Trung ương (2019-nay)           |                                                |
| 34     | Hoàng Tiến Tùng   | 1962               | 2019          | Phó Chủ nhiệm Tổng cục Kỹ thuật (2018-nay)              |                                                |
| 35     | Đoàn Quốc Việt    |                    | 2019          | Phó Tham mưu trưởng Quân khu 2 (2017-nay)               |                                                |
| 36     | Bùi Đức Thành     |                    | 2019          | Chính ủy Học viện PK-KQ (2018 -nay)                     |                                                |
| 37     | Đỗ Mạnh Vui       |                    | 2019          | Chánh Văn phòng Bộ Tổng Tham mưu (2018-nay)             |                                                |
| 38     | Nguyễn Thắng Xuân |                    | 2019          | Chủ nhiệm Chính trị Quân khu 2 (2019-nay)               |                                                |
| 39     | Trương Hồng Quang |                    | 2019          | Phó Tham mưu trưởng Quân khu 5                          |                                                |
| 40     | Trần Ngọc Thanh   |                    | 2019          | Phó Cục trưởng Cục Nhà trường                           |                                                |
| 41     | Phạm Trường Sơn   |                    | 2019          | Phó Tham mưu trưởng Quân chủng PK-KQ                    |                                                |
| 42     | Lê Văn Phúc       |                    | 2019          | Phó Tư lệnh Bộ đội Biên phòng                           |                                                |
| 43     | Lê Văn Duy        |                    | 2019          | Chính ủy Quân đoàn 2                                    |                                                |
| 44     | Trương Thiên Tô   |                    | 2019          | Phó Chính ủy Quân khu 5                                 |                                                |
| 45     | Nguyễn Đăng Khải  |                    | 2019          | Phó Tư lệnh - Tham mưu trưởng Quân khu 2 (12/2019-nay)  |                                                |
| 46     | Lê Đình Thương    |                    | 2019          | Phó Tư lệnh Quân khu 3 (12/2019-nay)                    |                                                |
| 47     | Nguyễn Đức Dũng   |                    | 2019          | Phó Tư lệnh Quân khu 3 (12/2019-nay)                    |                                                |

## Thụ phong thập niên 2020

### Thụ phong năm 2020
| Thứ tự | Họ tên             | Năm sinh  | Năm thụ phong | Chức vụ khi thụ phong                                                          | Ghi chú                                                         |
| ------ | ------------------ | --------- | ------------- | ------------------------------------------------------------------------------ | --------------------------------------------------------------- |
| 1      | Đoàn Công Định     | 1965      | 2020          | Chính ủy quân khu II                                                           |                                                                 |
| 2      | Đinh Mạnh Phác     |           | 01/2020       | Phó Tư lệnh Quân khu 2 (01/2020-nay)                                           |                                                                 |
| 3      | Bùi Hải Sơn        | 1963-     | 04/2020       | Tư lệnh Bộ Tư lệnh Bảo vệ Lăng Chủ tịch Hồ Chí Minh                            |                                                                 |
| 4      | Hứa Văn Tưởng      |           | 05/2020       | Phó Tư lệnh Quân khu 5                                                         |                                                                 |
| 5      | Hoàng Văn Hữu      |           | 05/2020       | Phó Tư lệnh Quân khu 1                                                         |                                                                 |
| 6      | Nguyễn Đức Nam     |           | 03/2020       | Chủ nhiệm khoa chiến dịch Học Viện Quốc Phòng                                  |                                                                 |
| 7      | Bùi Thị Lan Phương | 1967      | 2020          | Uỷ viên chuyên trách Ủy ban kiểm tra Quân ủy Trung ương                        |                                                                 |
| 8      | Vũ Thanh Hiệp      | 1968      | 06/2020       | Phó Hiệu trưởng Trường Sĩ quan Lục quân 2                                      |                                                                 |
| 9      | Trương Ngọc Hợi    |           | 06/2020       | Chính ủy Quân đoàn 4                                                           |                                                                 |
| 10     | Nguyễn Hữu Hùng    | 1970-2020 | 10/2020       | Phó Cục trưởng Cục Cứu hộ Cứu nạn, Bộ Tổng tham mưu Quân đội nhân dân Việt Nam | Truy thăng sau khi hy sinh tại Thừa Thiên Huế tháng 10 năm 2020 |

### Thụ phong năm 2021
| Thứ tự | Họ tên            | Năm sinh | Năm thụ phong | Chức vụ khi thụ phong                                        | Ghi chú |
| ------ | ----------------- | -------- | ------------- | ------------------------------------------------------------ | ------- |
| 1      | Vũ Ngọc Thiềm     |          | 2021          | Trưởng ban Cơ yếu Chính phủ                                  |         |
| 2      | Đoàn Xuân Bộ      |          | 2021          | Tổng biên tập Báo Quân đội Nhân dân                          |         |
| 3      | Nguyễn Đình Chiến |          | 2021          | Phó Tổng Giám đốc Tập đoàn Công nghiệp - Viễn Thông Quân đội |         |

### Thụ phong năm 2022
| Thứ tự | Họ tên         | Năm sinh | Năm thụ phong | Chức vụ khi thụ phong                                                                      | Ghi chú                         |
| ------ | -------------- | -------- | ------------- | ------------------------------------------------------------------------------------------ | ------------------------------- |
| 1      | Lê Xuân Thế    |          | 2022          | Tham mưu trưởng Bộ Tư lệnh TPHCM                                                           |                                 |
| 2      | Hoàng Văn Quân | 1971     | 2022          | Cục trưởng Cục cơ yếu - BTTM                                                               |                                 |
| 3      | Phạm Quốc Hóa  | 1966     | 2022          | Phó Chính ủy kiêm Chủ nhiệm Chính trị Bộ Tư lệnh Tác chiến không gian mạng (Bộ Tư lệnh 86) | Nguyên Phó chính ủy Quân đoàn 1 |

### Thụ phong năm 2023
| Thứ tự | Họ tên         | Năm sinh | Năm thụ phong     | Chức vụ khi thụ phong                                                | Ghi chú |
| ------ | -------------- | -------- | ----------------- | -------------------------------------------------------------------- | ------- |
| 1      | Trần Văn Thơ   | 1968     | 2023              | Tư lệnh BTL Vùng Cảnh sát biển 1                                     |         |
| 2      | Phạm Bá Hiền   | 1971     | 2023              | Tư lệnh Binh đoàn 16                                                 |         |
| 3      | Lê Hữu Thắng   |          | 2023              |                                                                      |         |
| 4      | Đỗ Minh Phương | 1969     | 1/2023            | Phó Tổng Giám đốc Tập đoàn Công nghiệp-Viễn thông Quân đội           |         |
|        | Đỗ Văn Tuấn    |          | 13 tháng 3, 2023  | Phó Tư lệnh Quân khu 1                                               |         |
|        | La Công Phương |          | 13 tháng 9, 2023  | Phó chủ nhiệm Chính trị Quân khu 1                                   |         |
|        | Tào Đức Thắng  | 1973     | 30 tháng 12, 2023 | Chủ tịch kiêm Tổng Giám đốc Tập đoàn Công nghiệp-Viễn thông Quân đội |         |

### Thụ phong năm 2024
| Thứ tự | Họ tên            | Năm sinh | Năm thụ phong   | Chức vụ khi thụ phong                                  | Ghi chú |
| ------ | ----------------- | -------- | --------------- | ------------------------------------------------------ | ------- |
|        | Nguyễn Bá Lực     |          | Tháng 5, 2024   | Tư lệnh Quân đoàn 3                                    |         |
|        | Nguyễn Hữu Hùng   | 1975     | 5 tháng 7, 2024 | Phó Trưởng ban Cơ yếu Chính phủ                        |         |
|        | Đào Xuân Long     |          | 5 tháng 7, 2024 | Cục trưởng Cục Quản lý kỹ thuật nghiệp vụ mật mã       | [ 292 ] |
|        | Trần Ngọc Hữu     | 1970     | 1 tháng 9, 2024 | Phó Tư lệnh Bộ đội Biên phòng                          |         |
|        | Võ Tiến Nghị      | 1976     | 1 tháng 9, 2024 | Cục trưởng Cục Trinh sát, Bộ Tư lệnh Bộ đội Biên phòng |         |
|        | Giang Văn Cử      | 1978     | 1 tháng 9, 2024 | Giám đốc Học viện Biên phòng                           |         |
|        | Nguyễn Đình Trung |          | 1 tháng 9, 2024 | Chính ủy Học viện Khoa học Quân sự                     |         |

### Thụ phong năm 2025
| Thứ tự | Họ tên            | Năm sinh | Năm thụ phong | Chức vụ khi thụ phong                 | Ghi chú |
| ------ | ----------------- | -------- | ------------- | ------------------------------------- | ------- |
|        | Nguyễn Hùng Cường | 1974     | Tháng 3, 2025 | Phó Chính uỷ Bộ Tư lệnh Thủ đô Hà Nội |         |